# 西日本ジェイアールバス
西日本ジェイアールバス株式会社（にしにほんジェイアールバス、英: WEST JAPAN JR BUS COMPANY）は、路線バス・貸切バス事業者（JRバスの一つ）で、西日本旅客鉄道（JR西日本）の完全子会社である。本社は大阪市阿倍野区松崎町2-2-25阿倍野松崎町NKビル2階。

## 沿革
- 1986年（昭和61年）12月4日 - 日本国有鉄道改革法施行。旅客自動車運送事業（国鉄バス）は各旅客会社が引き継いだのち、原則として経営分離するものとされた。
- 1987年（昭和62年）4月1日 - 国鉄が分割民営化、JR西日本が発足[2]。
- 1988年（昭和63年）
  - 3月1日 - 西日本ジェイアールバス株式会社設立[2]。
  - 4月1日 - JR西日本からバス事業部門を引き継ぎ、営業開始。
- 1995年（平成7年）6月1日 - 穴水営業所が金沢営業所穴水地方営業所になる。
- 1996年（平成8年）2月 - 神戸貸切センター開設。
- 1998年（平成10年）
  - 2月1日 - 大阪営業所の貸切部門を分離、大阪貸切センターと統合し京橋営業所開設（旧片町駅跡地）。
  - 3月1日 - 神戸営業所開設。
- 2001年（平成13年）11月30日 - 亀山貸切バスセンター廃止。
- 2002年（平成14年）
  - 2月4日 - 京橋営業所廃止[5]。本社・大阪高速管理所が移転、旧大阪高速管理所は大阪高速管理所豊崎支所となる[5]。
  - 3月31日 - 金沢営業所穴水支所[5]、金沢営業所能登飯田・福光派出所[5]、近江今津営業所敦賀・小浜支所[5]、紀伊田辺営業所新宮派出所[5]、木之本貸切バスセンターを廃止。
  - 9月30日 - 加茂営業所信楽・五條派出所廃止。
- 2003年（平成15年）
  - 2月5日 - 大阪 - 高松・丸亀線（高松エクスプレス大阪号）においてポイントカードサービス開始。
  - 3月28日 - 加茂営業所廃止。
  - 12月1日 - 大阪高速管理所豊崎支所を大阪北営業所と改称[6]。
- 2005年（平成17年）
  - 3月31日 - 水口営業所廃止[7]。
  - 6月13日 - 金沢営業所美山派出所開所（越美北線代行の暫定的なもの）。
- 2006年（平成18年）9月30日 - 大阪 - 高松・丸亀線（高松エクスプレス大阪号）ポイントカードサービス終了。
- 2007年（平成19年）
  - 3月1日 - 金沢営業所と福知山営業所でデマンドバスを導入。
  - 3月18日 - 平城山線運行開始（奈良交通と共同運行）、京都営業所平城山派出所開所。
  - 6月30日 - 越美北線代行輸送終了（美山派出所廃止）。
- 2008年（平成20年）
  - 3月15日 - 平城山線を京都営業所に移管し、平城山派出所を廃止。
  - 5月29日 - 名神高速自動車道大津SA付近を走行中の「青春メガドリーム2号」から出火、ほぼ全損、乗員乗客61名全員無事。なお、被災車両は除籍。
- 2009年（平成21年）
  - 3月14日 - 平城山線廃止。
  - 10月1日 - 熊野線廃止（撤退）。
- 2011年（平成23年）4月1日 - 京都市交通局横大路営業所の一部路線の運行を受託[8]。
- 2012年（平成24年）
  - 12月20日 - 日本交通 (大阪府)と車両調達の受委託契約を締結[9]。
  - 12月26日 - 高速バスを貸切バス事業者に運行を委託する委託試験を開始。2013年1月6日まで大阪〜金沢線、大阪〜高知線で続行便として運行。委託先の貸切バスは日本交通[10]。
- 2013年（平成25年）
  - 2月1日 - 福知山営業所を京丹波町に移転し、京丹波営業所に改称[11]。
  - 3月2日 - 神戸三ノ宮発名古屋行き車両が、滋賀県甲賀市の甲南トンネル入口付近で走行中に出火、全焼する事故。乗員乗客は全員避難して無事だった[12]。
- 2014年（平成26年）12月19日 - 金沢営業所管内の一般路線で2015年春よりPiTaPaを導入することを発表[13]。
- 2015年（平成27年）
  - 3月14日 - 金沢営業所管内の一般路線でPiTaPa、ICOCAなどIC乗車カード全国相互利用開始[14]。
  - 9月18日 - 近江今津営業所の一般路線（若江線）でのPiTaPa、ICOCAなどIC乗車カード全国相互利用開始[15]。
  - 10月1日 - 貸切バス専門の子会社「西日本ジェイアールバスサービス」営業開始[16]。
  - 10月23日 - 京都営業所の一般路線（高雄・京北線）でのPiTaPa、ICOCAなどIC乗車カード全国相互利用開始[17]。
  - 12月11日 - 京丹波営業所の一般路線（園福線）でのPiTaPa、ICOCAなどIC乗車カード全国相互利用開始[18]。
- 2016年（平成28年）
  - 12月1日 - 大阪～金沢線の北陸道昼特急大阪号を全て北陸道グラン昼特急大阪号に変更[19]。ドリーム金沢号をグランドリーム金沢号に変更[20]。大阪・神戸～淡路島間の高速バスで交通系ICカードサービスを開始[21]。
  - 12月2日 - 横山由依（AKB48）がJR高速バス ドリーム号のアンバサダーに就任[22][23]。
- 2017年（平成29年）7月28日 - ジェイアールバス東北との共同で金沢・富山 - 仙台間に夜行高速バス「百万石ドリーム政宗号」を運行開始[24]。
- 2018年（平成30年）3月1日 - 会社発足30周年を迎えた。30周年を記念して、記念ロゴマークの発表、制服のリニューアル、マスコットキャラクター「にしばくん。」のデビュー、記念オリジナルグッズの発売などを展開[25]。
- 2019年（令和元年）
  - 5月15日 - 北陸支店・金沢営業所が金沢市乙丸町へ移転。あわせて金沢駅と地域医療機構金沢病院、城北運動公園を結ぶ路線を開業[26]。
  - 6月21日 - ジェイアール四国バスとの共同で富山・金沢・福井 - 徳島・高松・高知間に夜行高速バス「北陸ドリーム四国号」を運行開始[27]。
  - 12月13日 - JRバス中国との共同で富山・金沢・福井 - 岡山・広島間に夜行高速バス「百万石ドリーム広島号」を運行開始[28]。
- 2023年（令和5年）
  - 7月12日 - 大阪高速管理所、大阪北営業所を廃止。大阪営業所を新設し、大阪高速管理所と大阪北営業所の担当している全路線・全便を引き継ぎ[29]。
  - 11月14日 - 2階建てオープントップバスでめぐる大阪周遊観光バス　～Osaka Dream Tour～ 「なにワンダー」を運行開始[30]。
- 2024年（令和6年）3月31日 - 園福線の同社での運行を終了し、京丹波営業所を廃止。

## 事業所一覧

### 本社、営業所（車庫）
本社
- 所在地：大阪市阿倍野区松崎町2-2-25阿倍野区松崎町NKビル2階

石川県
- 北陸支店・金沢営業所

所在地：石川県金沢市乙丸町丙43-3
- 金沢営業所 福光宿泊所

所在地：富山県南砺市荒木5326
石川、金沢ナンバー
滋賀県
- 近江今津営業所

所在地：滋賀県高島市今津町今津448-25
滋賀ナンバー
福井県
- 近江今津営業所 小浜宿泊所

所在地：福井県小浜市駅前町11-22
京都府
- 京滋支店・京都営業所

所在地：京都府京都市南区吉祥院三ノ宮町120
- 京都営業所 周山車庫

所在地：京都府京都市右京区京北周山町西丁田
京都ナンバー
- 梅津営業所（京都市交通局より受託）

所在地：京都府京都市右京区西院笠目町9-15
京都ナンバー
大阪府
- 阪神支店・大阪営業所

所在地：大阪府大阪市此花区北港一丁目3番23号
なにわナンバー
兵庫県
- 神戸営業所

所在地：兵庫県神戸市中央区港島4丁目6-2
神戸ナンバー

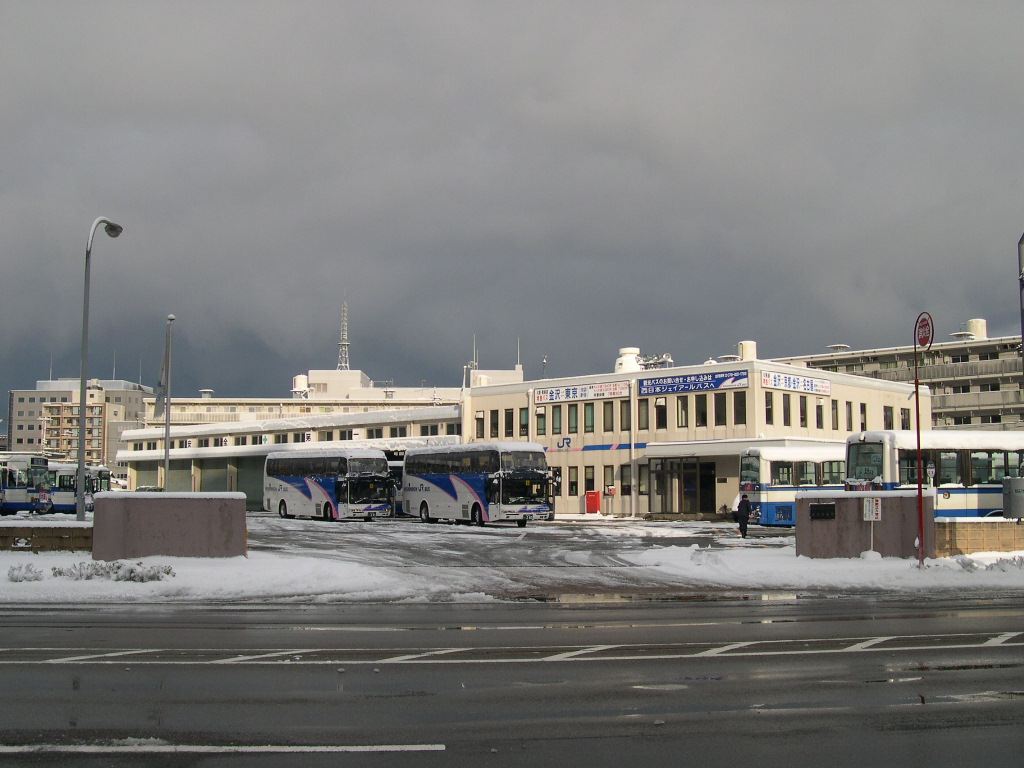
金沢営業所（旧施設）
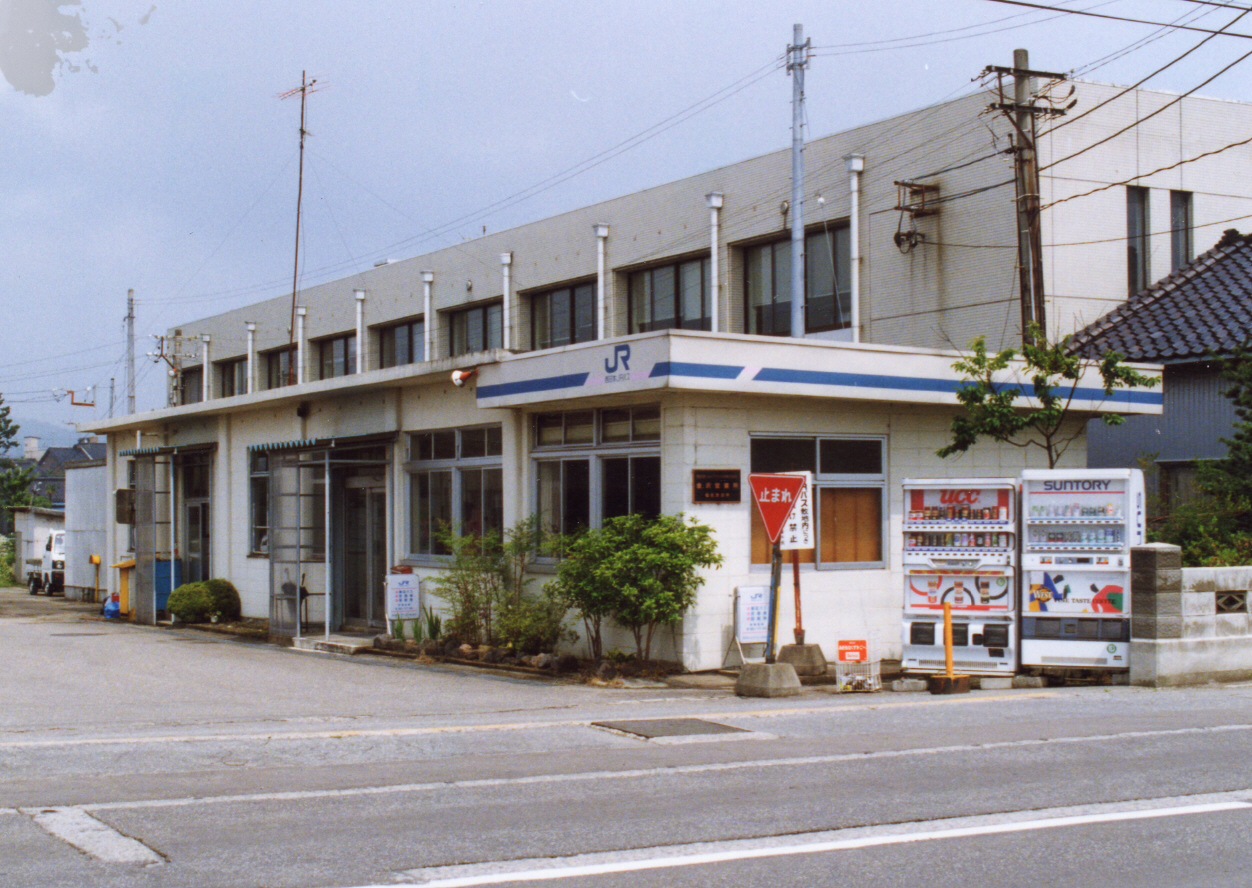
金沢営業所福光宿泊所（福光支所時代）
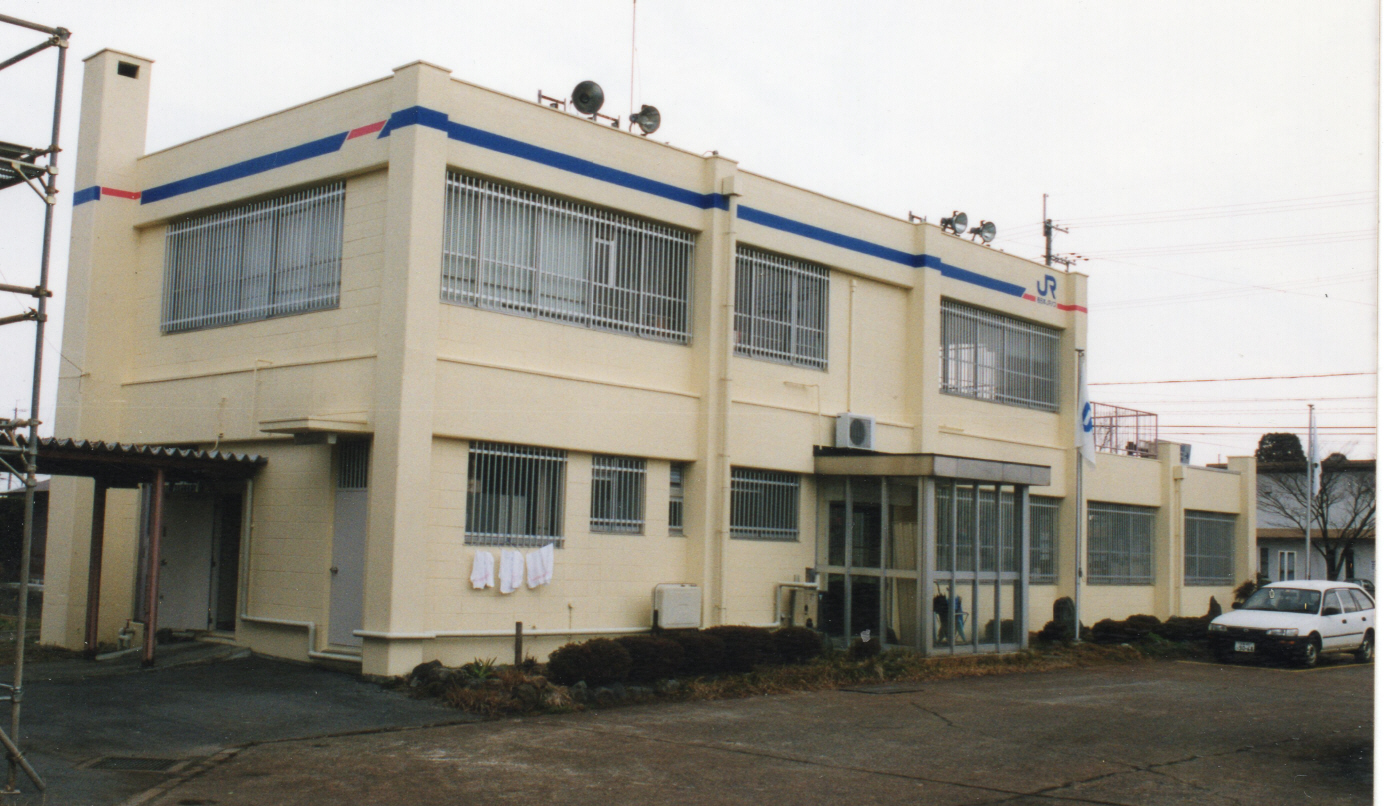
近江今津営業所
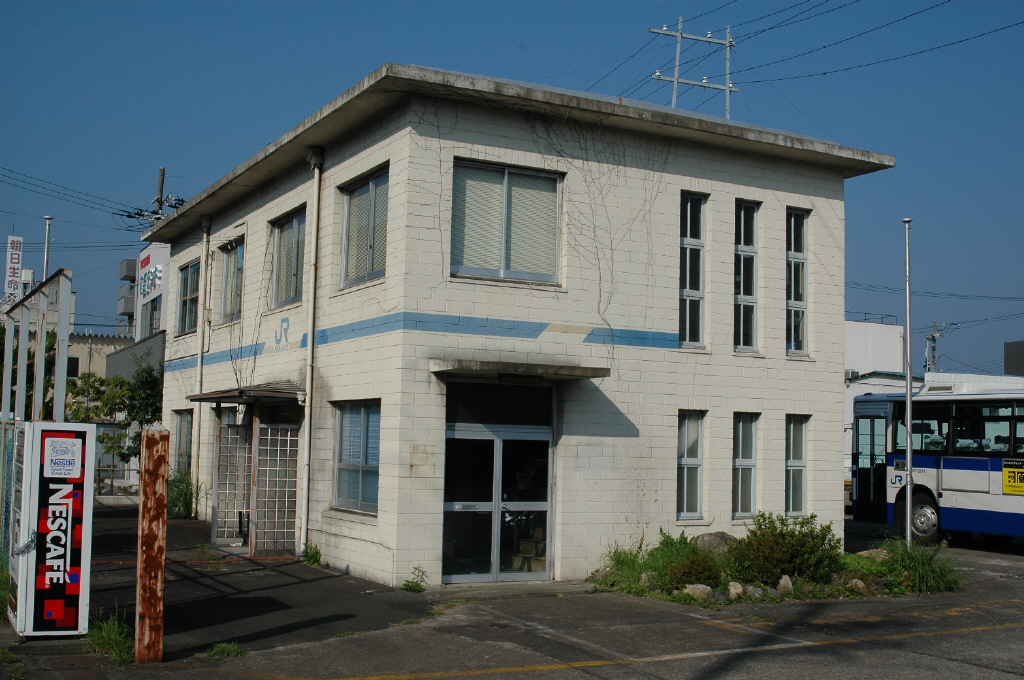
近江今津営業所小浜宿泊所（小浜支所時代）

### 宿泊所
- 津山泊所

所在地：岡山県津山市二宮2227（廃止）

### かつて存在した営業所（車庫）
地名は営業当時のものを記す。
金沢営業所 福光派出所（現・福光宿泊所）
- 所在地：富山県西礪波郡福光町（現・南砺市）荒木5326
  - 富山ナンバー

穴水営業所→金沢営業所 穴水支所
- 所在地：石川県鳳至郡（現・鳳珠郡）穴水町大町ト25-5

穴水営業所 能登飯田支所→金沢営業所 能登飯田派出所
- 所在地：石川県珠洲市上戸町北方7字101
  - 石川ナンバー

近江今津営業所 敦賀派出所→敦賀支所
- 所在地：福井県敦賀市鉄輪町1

近江今津営業所 小浜支所（現・小浜宿泊所）
- 所在地：福井県小浜市駅前町11-22
  - 福井ナンバー

近江今津営業所 木ノ本支所→木ノ本派出所→木ノ本貸切バスセンター
- 所在地：滋賀県伊香郡（現・長浜市）木之本町木之本

水口営業所
- 所在地：滋賀県甲賀郡（現・甲賀市）水口町新町1-1-13

加茂営業所 信楽派出所
- 所在地：滋賀県甲賀郡（現・甲賀市）信楽町長野
  - 滋賀ナンバー

水口営業所 亀山派出所→亀山貸切バスセンター
- 所在地：三重県亀山市御幸町
  - 三重ナンバー

加茂営業所
- 所在地：京都府相楽郡加茂町（現・木津川市）大字里

京都営業所 周山支所→周山出張所（現・周山車庫）
- 所在地：京都府北桑田郡（現・京都市右京区）京北町周山（現・京北周山町）西丁田

福知山営業所（京丹波営業所へ移転）
- 所在地：京都府福知山市末広町4-13

福知山営業所 桧山支所→京丹波営業所
- 所在地：京都府船井郡京丹波町橋爪桧山37-2

横大路営業所（京都市交通局より受託）
- 所在地：京都府京都市伏見区横大路橋本24-1
  - 京都ナンバー

加茂営業所 五条支所→五条派出所
- 所在地：奈良県五條市須恵3-1-94

京都営業所 平城山派出所
- 所在地：奈良県奈良市佐保台1-3571-1
  - 奈良ナンバー

篠山営業所→福知山営業所 篠山支所
- 所在地：兵庫県多紀郡篠山町（現・丹波篠山市）南新町106
  - 神戸ナンバー

紀伊田辺営業所
- 所在地：和歌山県田辺市湊736-1（2016年11月7日以降は住居表示変更により田辺市湊47-31）

紀伊田辺営業所 新宮支所→新宮派出所
- 所在地：和歌山県新宮市緑ヶ丘1-2-9
  - 和歌山ナンバー

大阪高速管理所
- 所在地：大阪府大阪市此花区北港一丁目3番23号

大阪北営業所
- 所在地：大阪府大阪市北区豊崎6丁目2-31
  - なにわナンバー

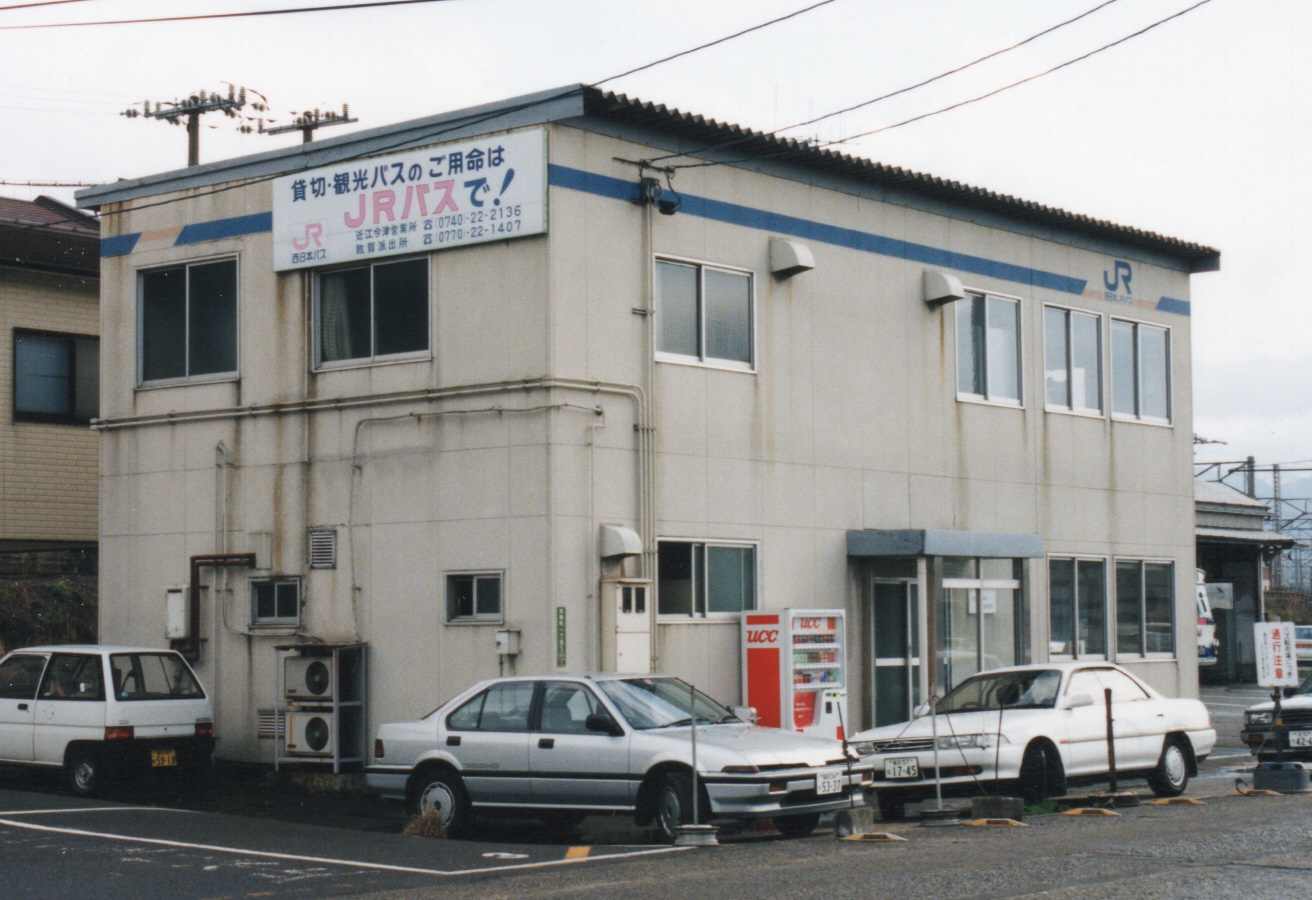
近江今津営業所敦賀支所
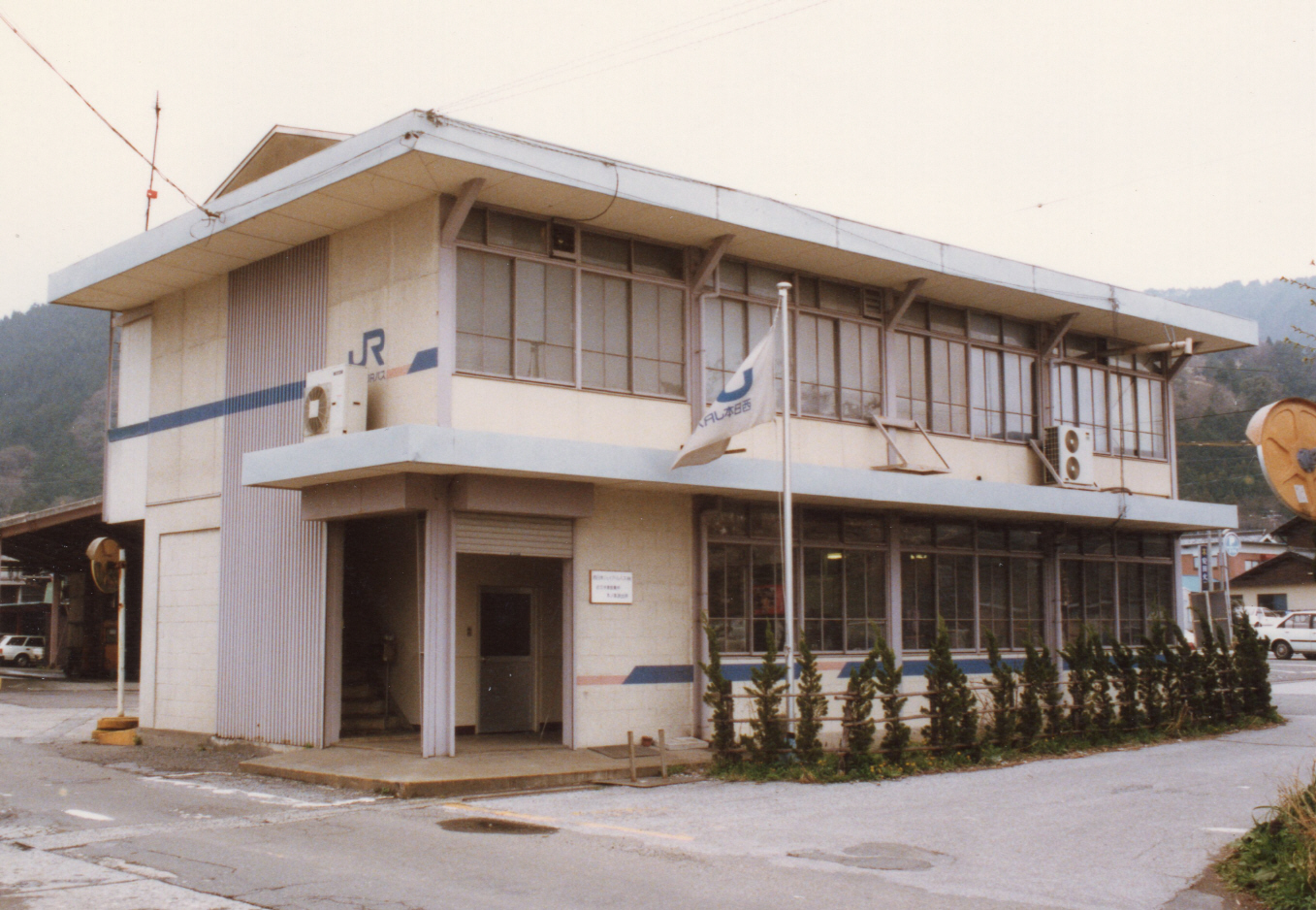
近江今津営業所木ノ本派出所
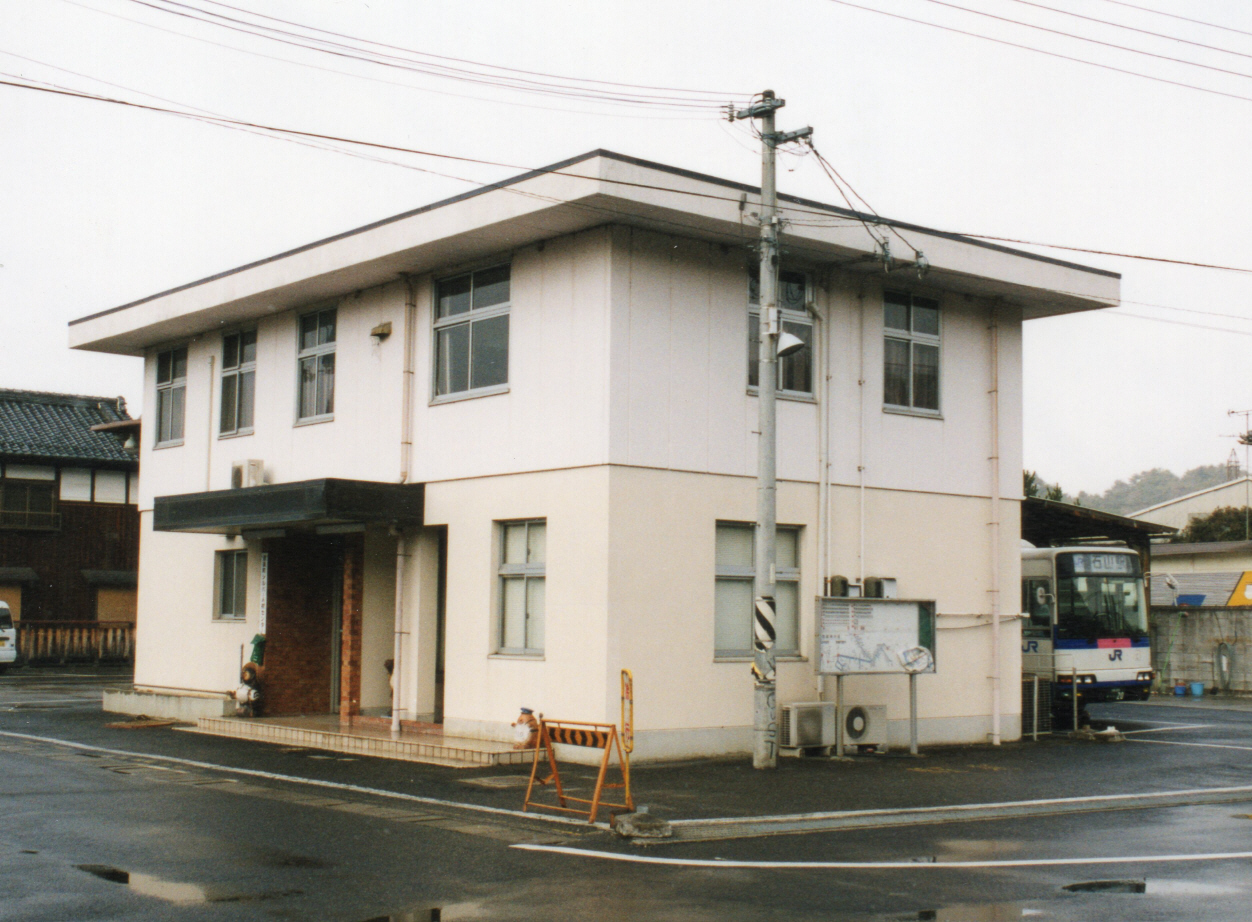
加茂営業所信楽派出所
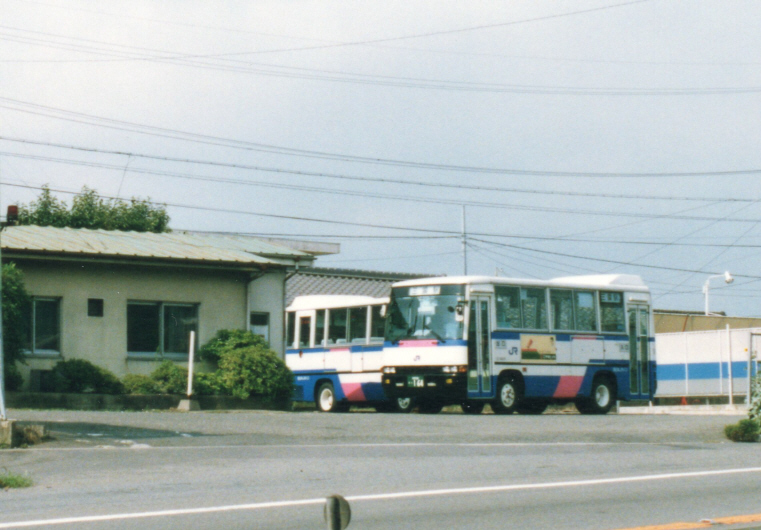
水口営業所亀山派出所
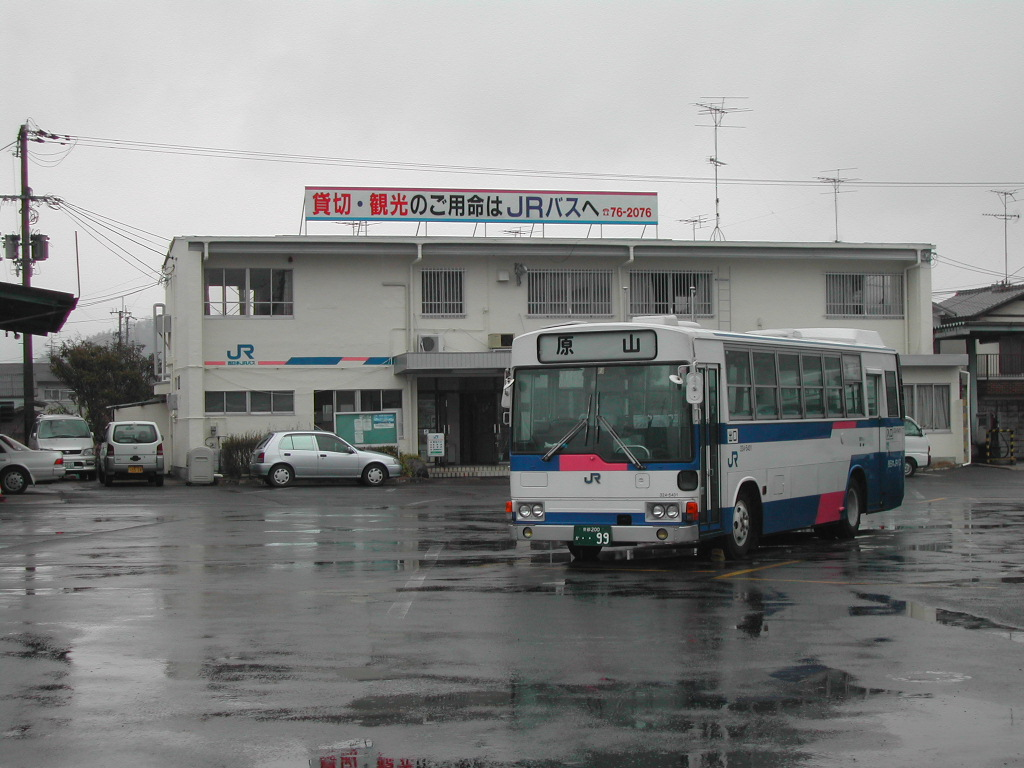
加茂営業所
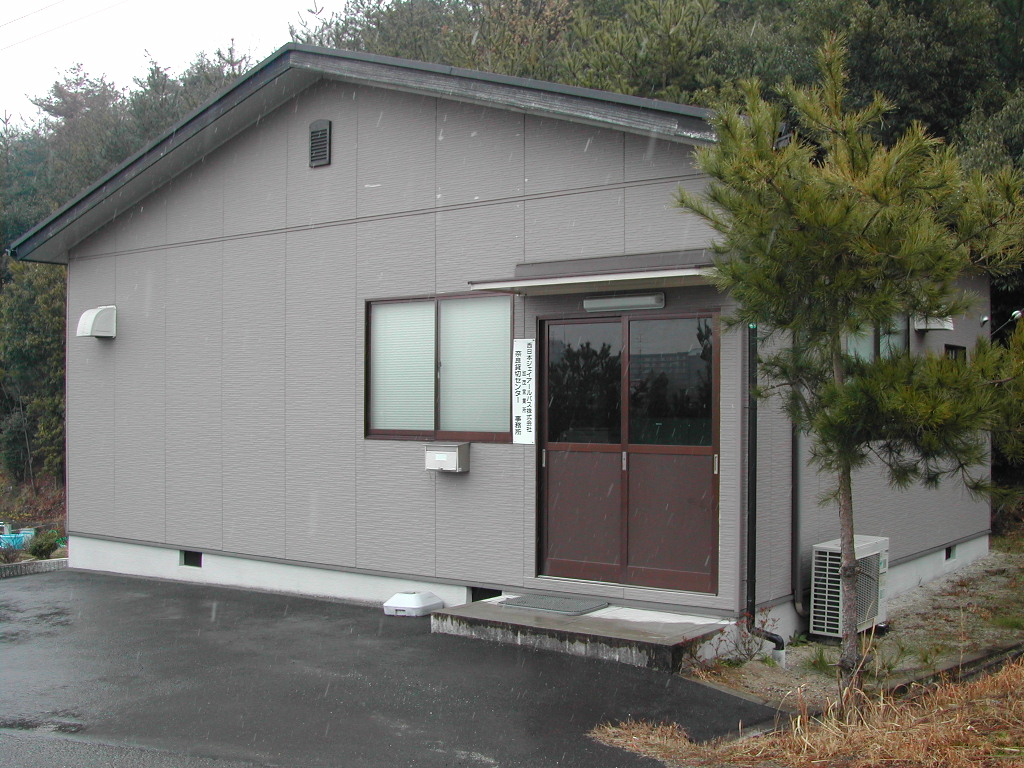
加茂営業所奈良貸切センター
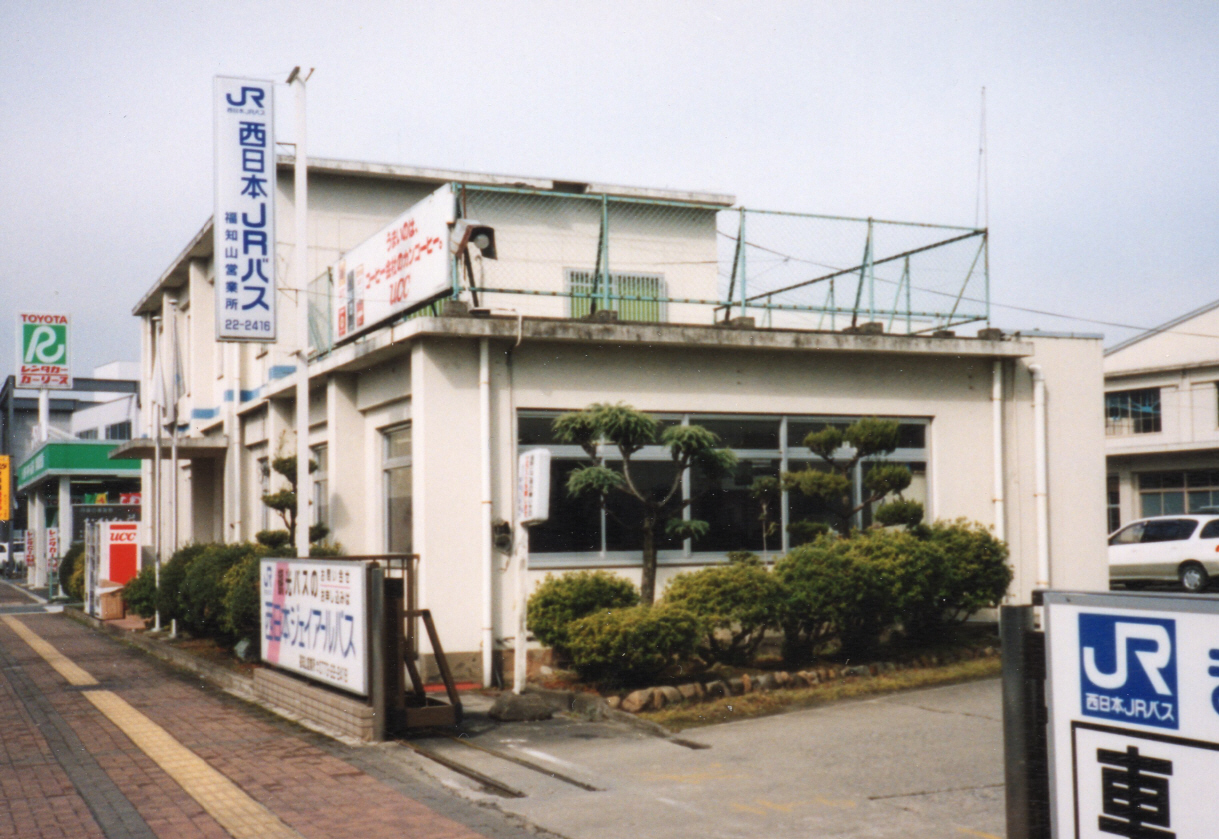
福知山営業所
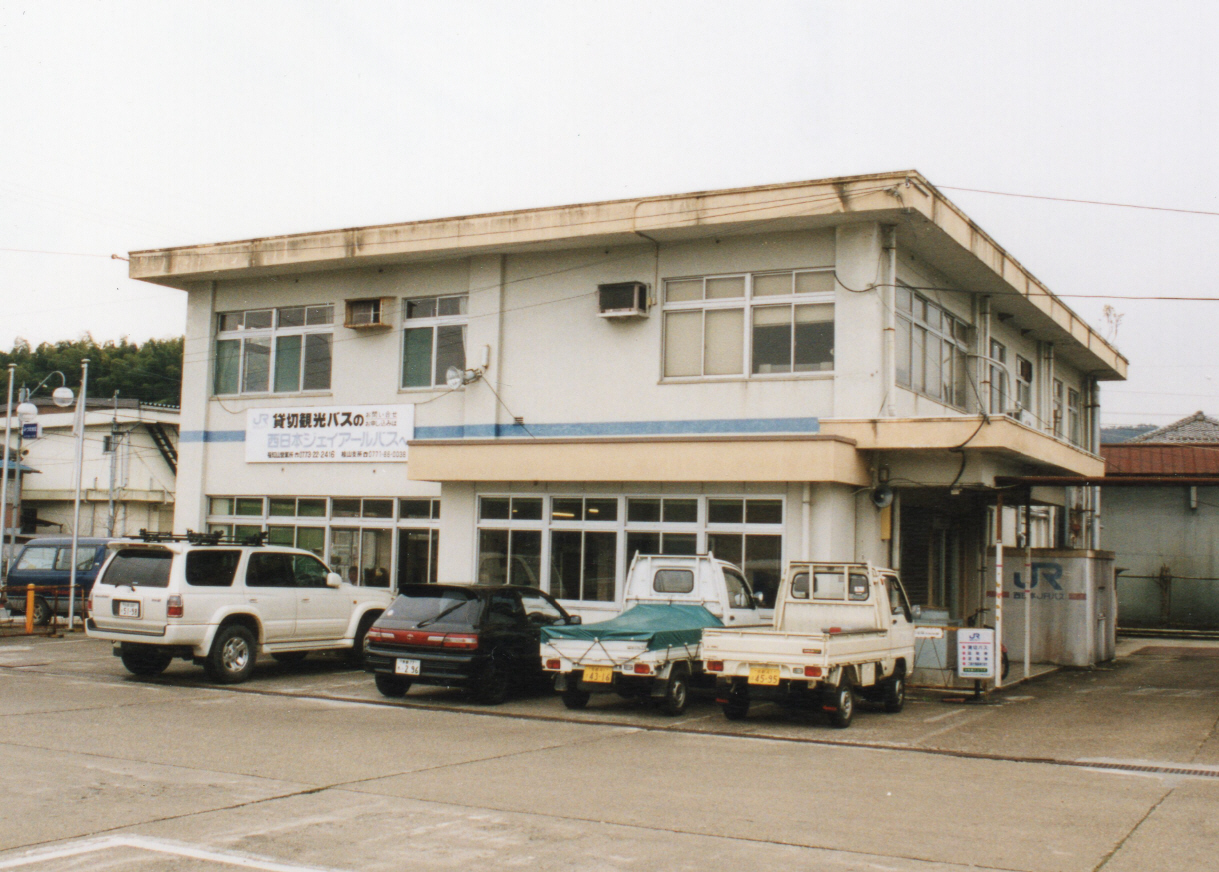
京丹波営業所（桧山支所時代）
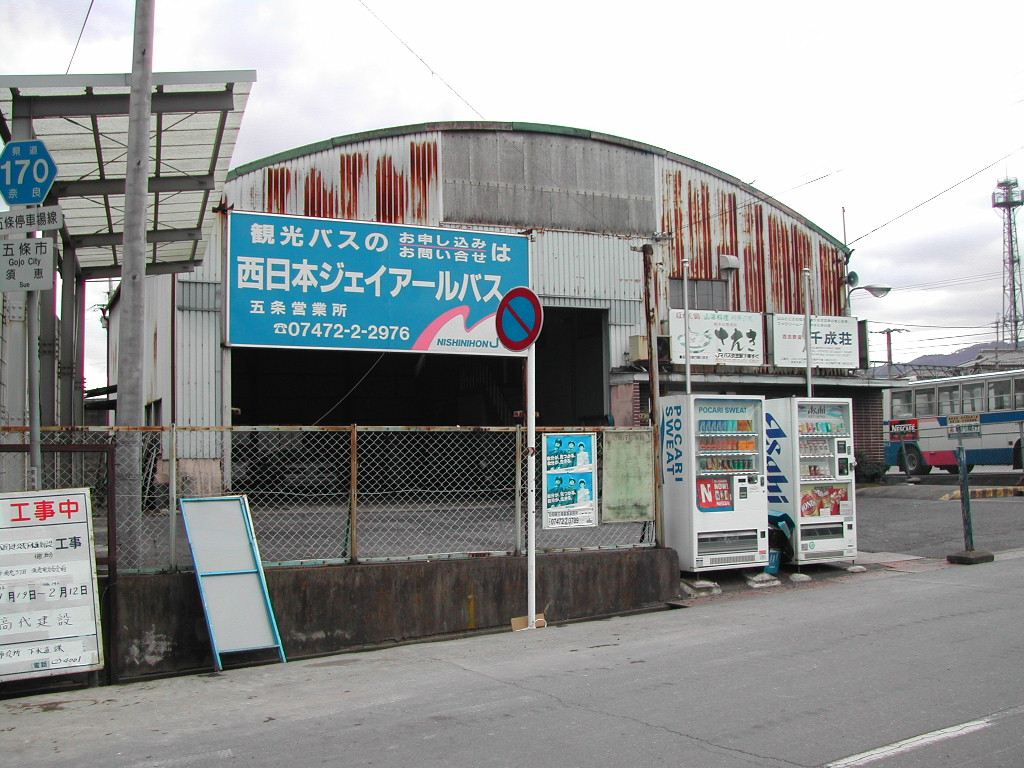
五條営業所時代
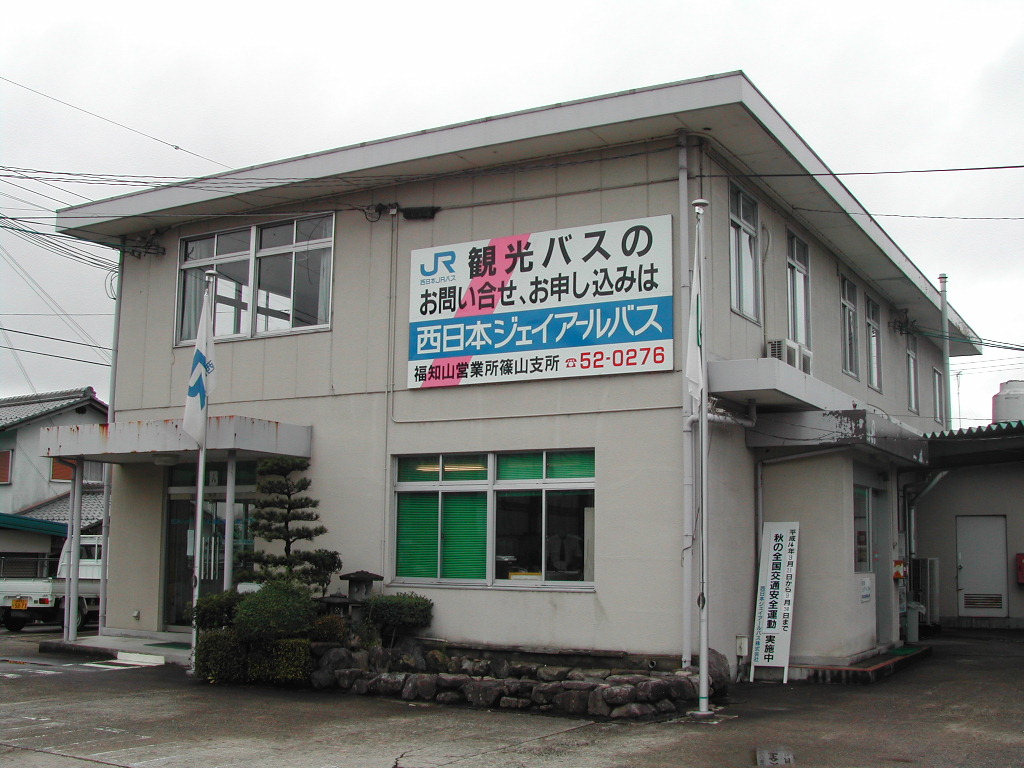
福知山営業所篠山支所
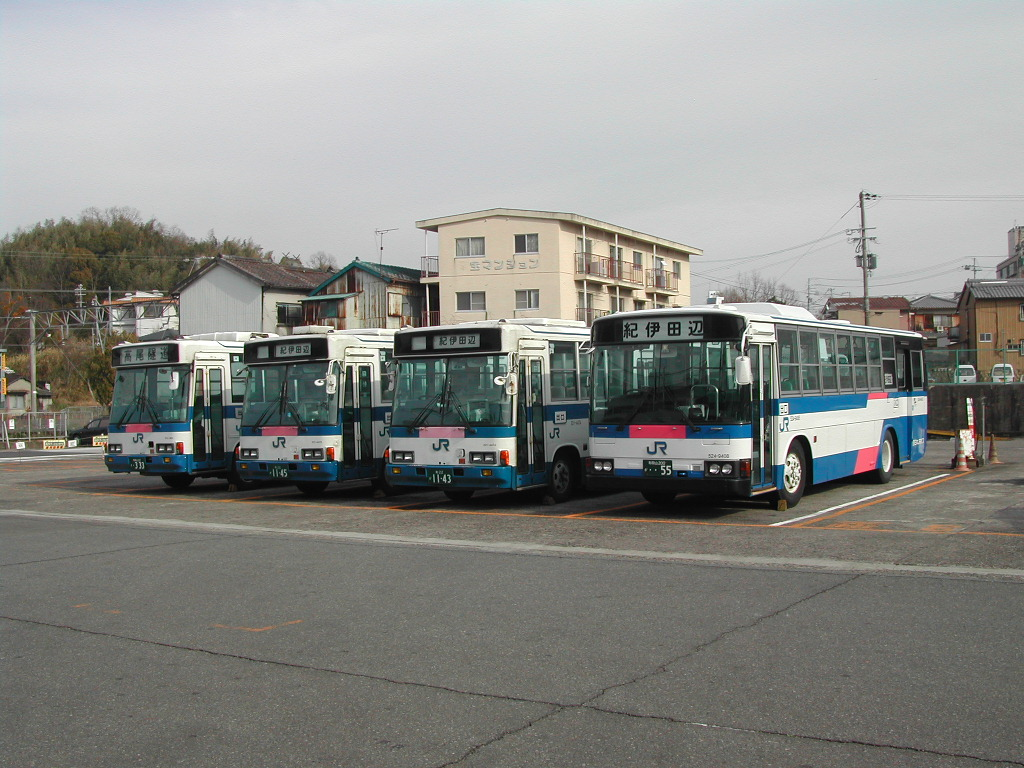
紀伊田辺営業所
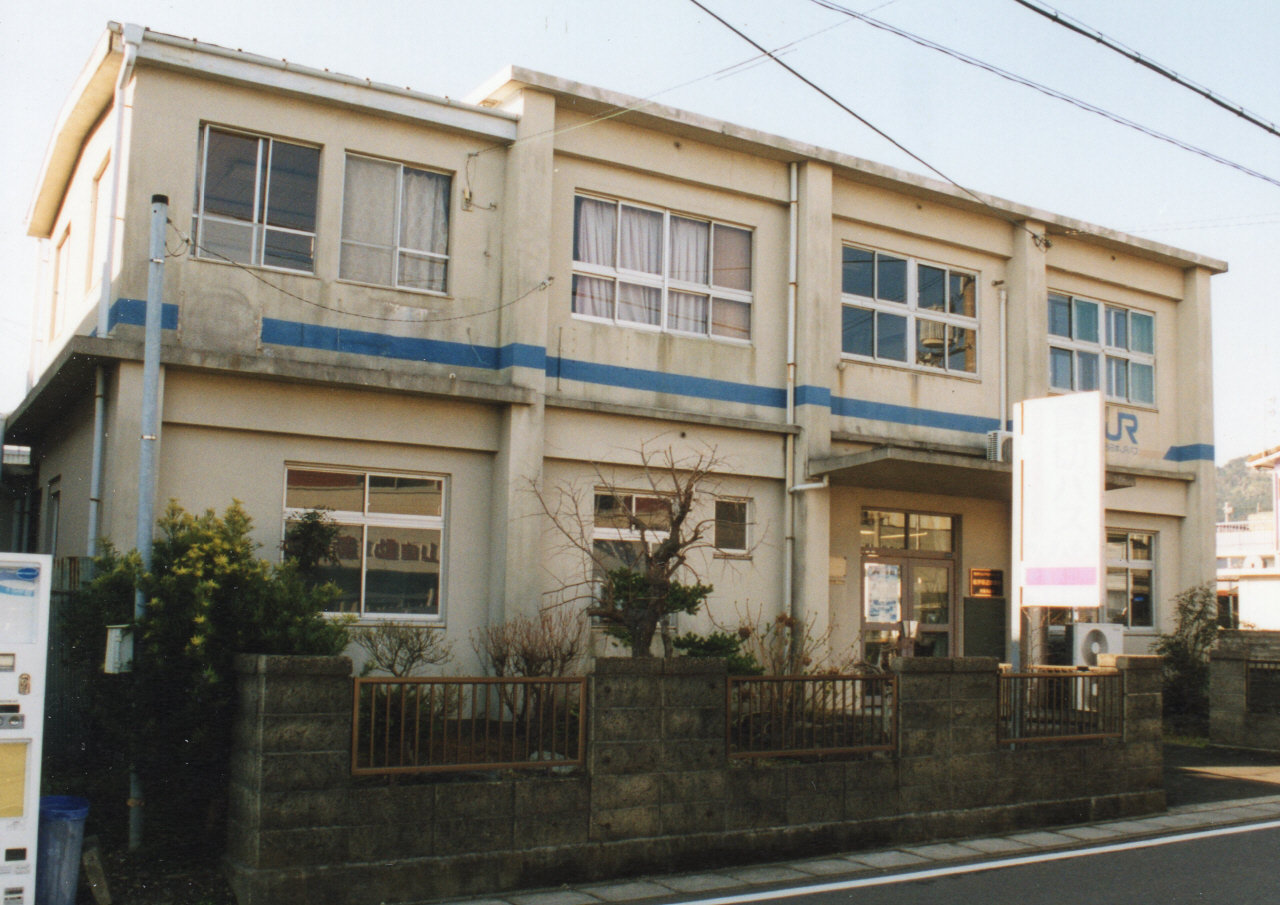
紀伊田辺営業所新宮派出所
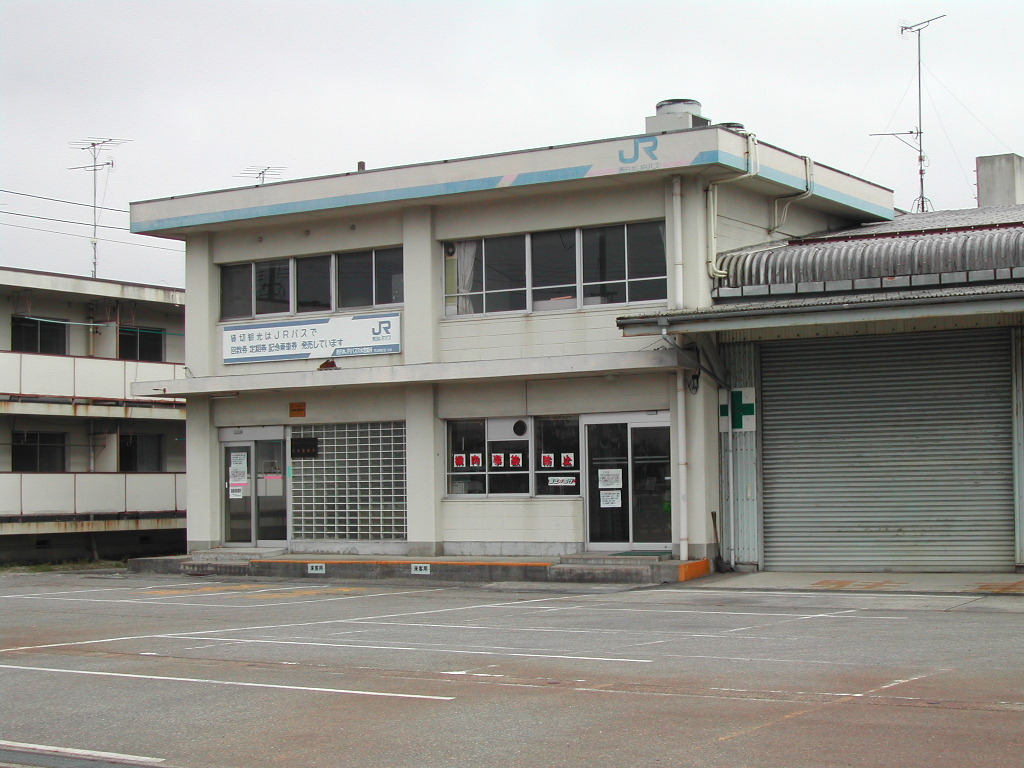
穴水営業所
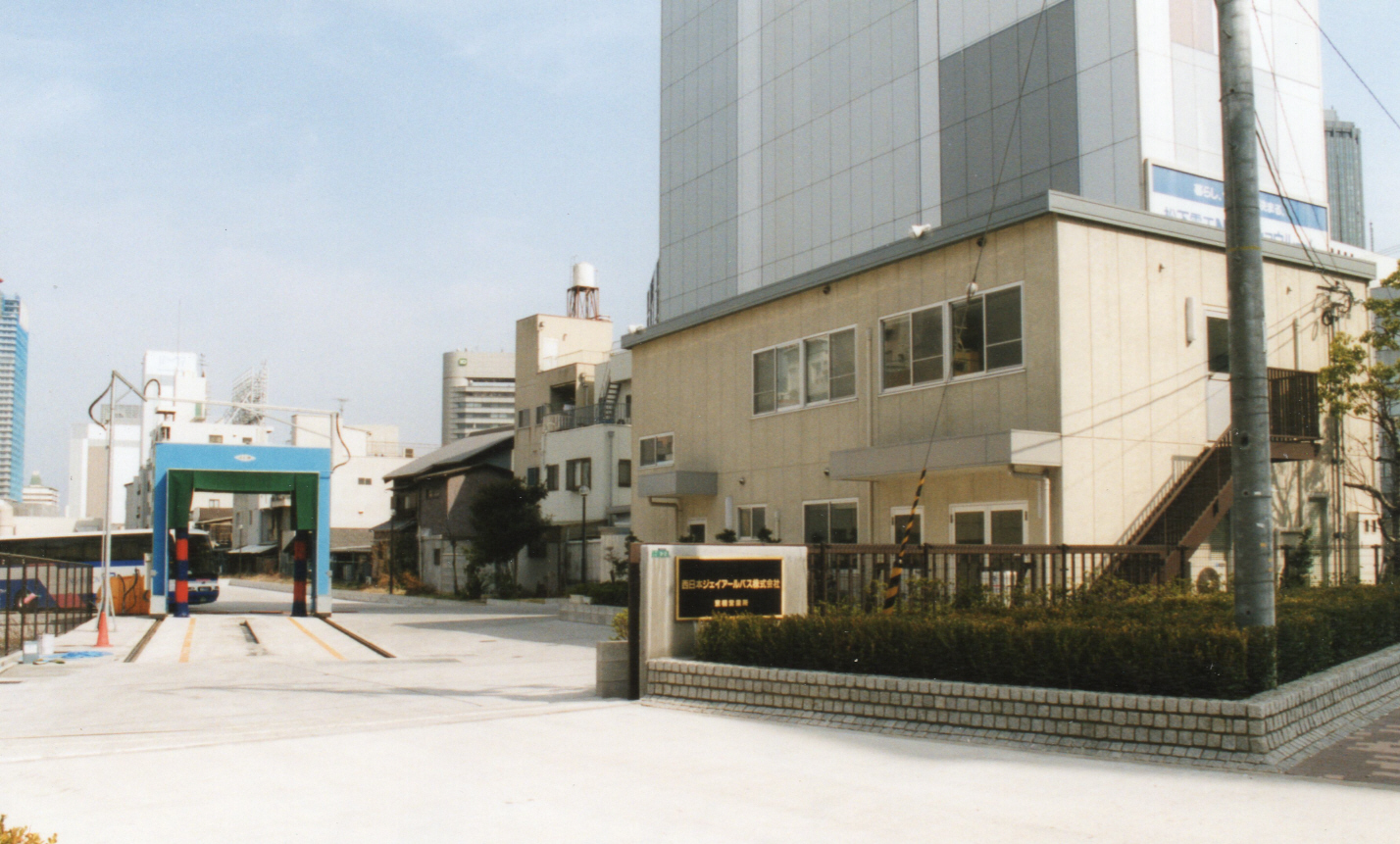
京橋営業所
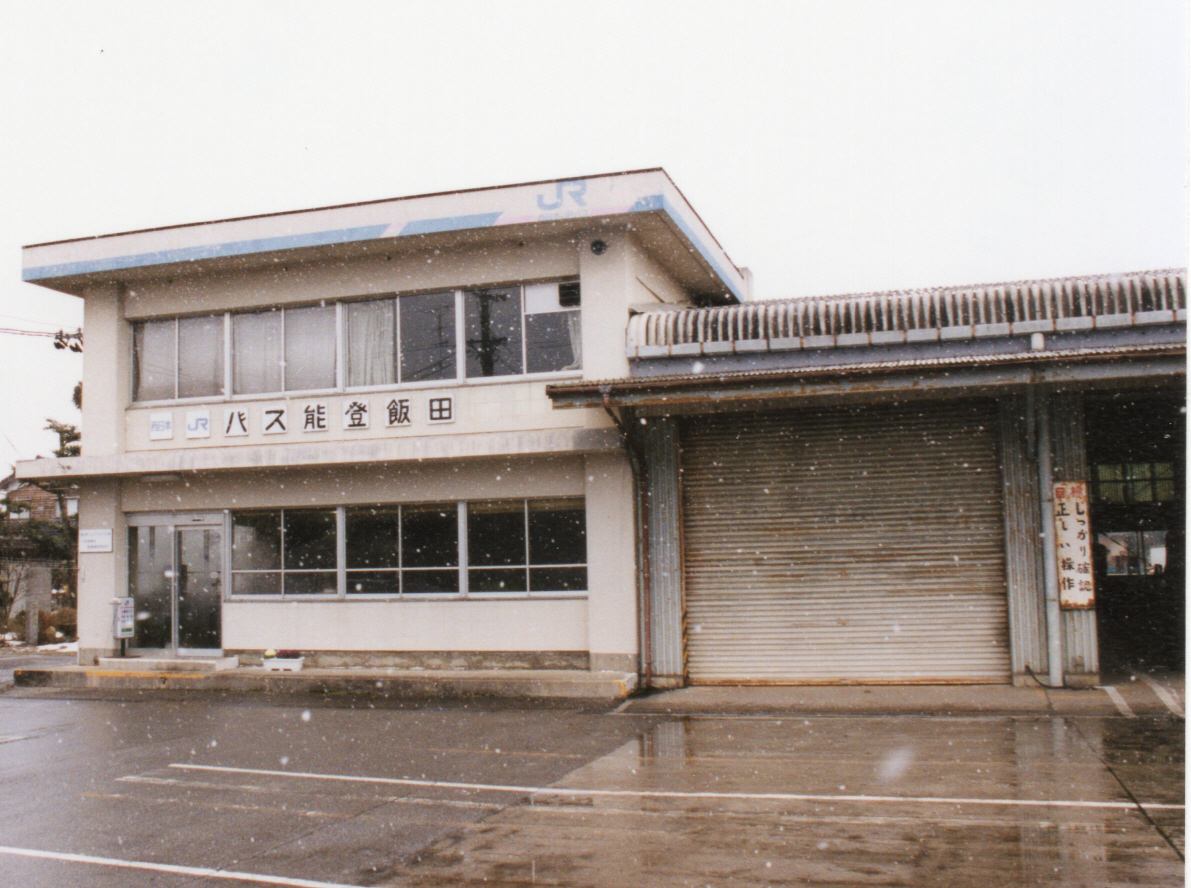
穴水営業所能登飯田派出所
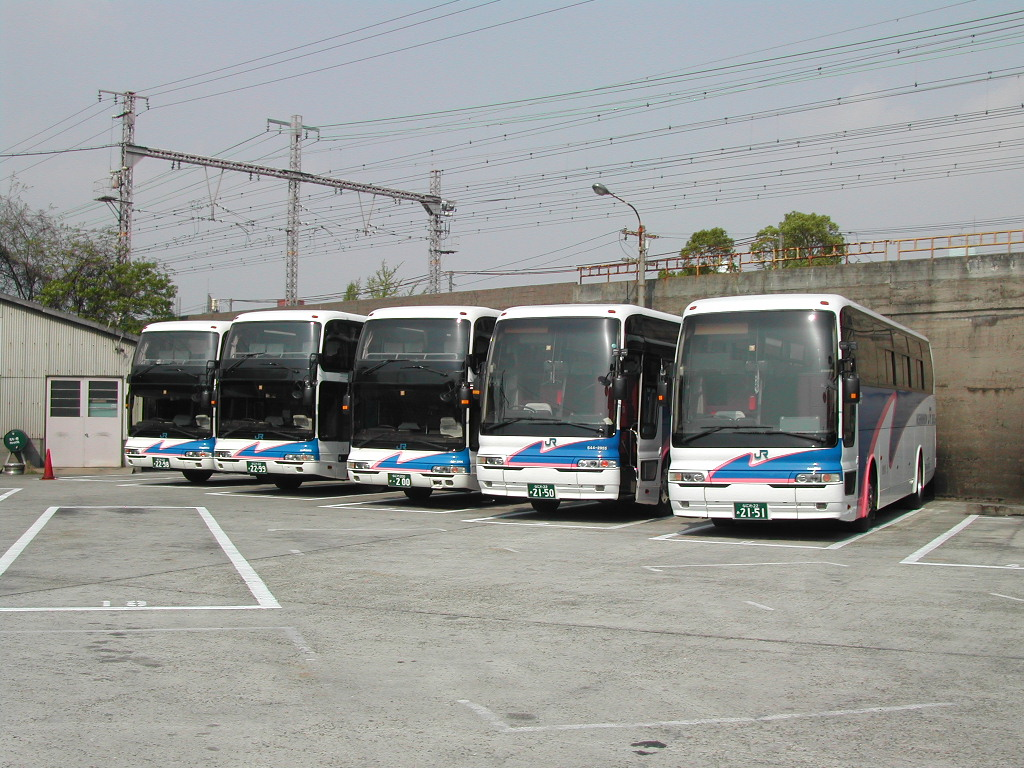
大阪北営業所（豊崎派出所時代）

### 販売窓口
石川県金沢市
- 金沢バスチケットセンター

所在地：石川県金沢市駅北区画4街区4
京都府京都市
- 京都バスチケットセンター

所在地：京都府京都市下京区烏丸塩小路下東塩小路
大阪府大阪市
- 大阪バスチケットセンター

所在地：大阪府大阪市北区梅田3丁目1-1（大阪駅JR高速バスターミナル内）
兵庫県神戸市
- 三宮バスチケットセンター

所在地：兵庫県神戸市中央区雲井通7丁目1-1（三宮バスターミナル内）
岡山県津山市
- 津山バスチケットセンター[注釈 2]

所在地：岡山県津山市 （JR津山駅JRバスのりば）

### かつて存在した販売窓口
いずれも共同運行の本四海峡バスが引き続き乗車券の販売を行っている。
洲本乗車券販売センター
- 所在地：兵庫県洲本市港2-43

東浦バスターミナル
- 所在地：兵庫県淡路市浦648

## 高速路線
高速路線では東京方面のドリーム号、昼特急が好調であるほか、四国方面の高速バスが明石海峡大橋の開通で年々各地への便が軒並み増発の傾向にあり、特に高松・徳島方面はドル箱路線に成長している。規制緩和の動きに対しても積極的に対応している。中国地方へは西脇・津山方面の中国ハイウェイバスをはじめ、新規に山陽道経由の路線（岡山、広島方面）を開設している。しかし、近年はETC大幅割引（2011年6月で廃止）の影響で、廃止路線が出た。
2013年からは格安夜行便を中心に日本交通 (大阪府)や帝産観光バス・ヤサカ観光バス（ヤサカグループ） などといった貸切バス事業者に続行便の運行委託を行っている。
2017年には「百万石ドリーム政宗号」（金沢・富山 - 仙台、当初は週末を中心に運行、2018年より毎日運行）2019年には「北陸ドリーム四国号」（富山・金沢・福井 - 徳島・高松・高知、2023年12月1日廃止）、「百万石ドリーム広島号」（富山・金沢・福井 - 岡山・広島）と、近年は北陸と東名阪以外を結ぶ夜行バスを相次いで開業させているが、価格競争の激しい東京便を減便して乗務員を捻出している。
詳細は当該記事参照（記事未作成のものに限り一部停留所掲載）

### 東北方面
- 百万石ドリーム政宗号
  - 金沢駅・富山駅 - 仙台駅東口

### 関東方面
- ドリーム号
  - ドリームルリエ号
  - プレミアムドリーム号
  - プレミアム中央ドリーム号
  - グラン中央ドリーム号
  - グランドリーム号
  - 青春エコドリーム号
  - 青春中央エコドリーム号
- 東海道昼特急号
  - グラン昼特急号
  - 青春昼特急号
- グランドリーム横浜号
  - 青春ドリーム横浜号
  - 横浜グラン昼特急大阪号

### 東海・甲信越方面
- 京阪神ドリーム静岡号
- 名神ハイウェイバス
- 北陸道特急バス
- 北陸道昼特急名古屋号
- 北陸ドリーム名古屋号
- 青春大阪ドリーム名古屋号
- 青春ドリーム信州号

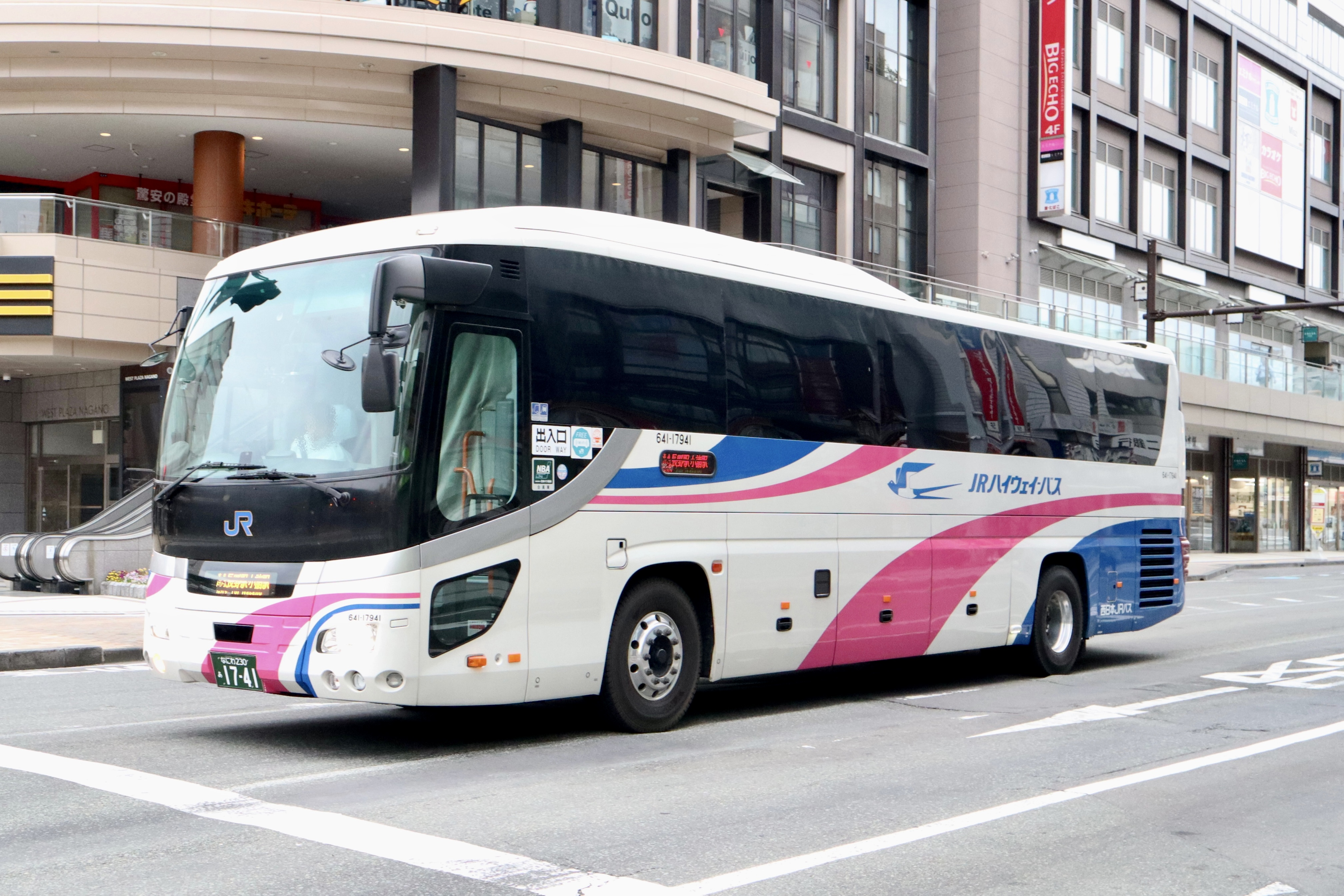
青春ドリーム信州号

- USJ・大阪駅JR高速BT・京都駅 - 長野駅・上田駅・佐久平駅・小諸駅（・軽井沢駅）
  - 2015年（平成27年）10月1日 - USJ - 佐久平駅で運行開始[38]。
  - 2016年（平成28年）7月15日 - 小諸駅まで延伸[39]。
  - 2022年（令和4年）8月1日 - 10月10日までの期間限定で軽井沢駅直通の臨時増発便となる、青春ドリーム信州81・82号が運行される[40]。
  - 2024年（令和6年）6月1日 - 昨今の利用状況により、この日の早朝到着便をもって当面の間運休。

### 北陸方面
- 北陸道グラン昼特急大阪号
- 北陸青春昼特急号
- 百万石ドリーム大阪号
- 青春北陸ドリーム大阪号

### 北条・西脇方面、山陽・山陰方面
- 中国ハイウェイバス
  - 津山駅ー新大阪駅・大阪駅JR高速バスターミナル・ユニバーサルスタジオジャパン
    - 種別:特急、準特急、急行
- グラン昼特急広島/大阪号、グランドリーム広島/大阪号、青春昼特急広島号、青春ドリーム広島/大阪京都号
- 百万石ドリーム広島号

### 南紀方面
- 白浜エクスプレス大阪号

#### 関西地区内
- 有馬エクスプレス号

#### 神戸三田プレミアム・アウトレット号
- 大阪駅 - （新大阪駅 - ）神戸三田プレミアム・アウトレット
- 2011年10月1日運行開始。土・日・祝日およびプレミアム・アウトレットバーゲン期間中（1月・8月）のみの運行であったが、2015年9月1日より毎日運行（ただし平日と土休日ではダイヤが異なる。平日のアウトレット行のみ新大阪駅を経由する）[41]。

#### 城崎温泉エクスプレス京都号
- - 京都駅 - 和田山 ・城崎温泉駅
  - 2019年12月21日、全但バス との共同運行で運行開始[42]。

### 淡路島方面
2016年12月1日より淡路島発着の路線バスとしては初めて交通系ICカード（ICOCA及び相互利用可能なカード）が利用可能となった。

#### 大磯号
（本四海峡バスと共同運行）
- 新神戸駅・三宮BT・高速舞子 - 岩屋中学校前・鵜崎・聖隷淡路病院前・淡路夢舞台前（国道夢舞台前）・大磯港・立石川・浦港・東浦BT・東浦事務所前・久留麻・南の町・下田・津田・釜口・野田・津名スポーツセンター前・大谷・淡路市役所南[注釈 3]・津名港
  - 淡路夢舞台前は上り120号（平日）・218号（土曜・休日）以降と下り49号までのみ停車
  - 国道夢舞台前は51号以降の下り便のみ停車
  - 100番台は平日運行、200番台は土曜・休日運行、300番台は高速舞子発着

概要
明石海峡大橋開通とともに開業。座席定員制。平日上り31便、下り27便。土・休日29往復。運行開始からの淡路島内停留所である大磯港に関しては、明石海峡大橋開通まで淡路フェリーボートが須磨港（深夜帯はハーバーランド）まで航路を設けていた。回数乗車券・定期乗車券を使用して乗車出来る区間がある。大磯号往復乗車券と淡路市生活観光バス路線（あわ神あわ姫バス）の一日乗車券がセットになった「北淡路バス乗り放題きっぷ」が発売されている。
路線沿革
- 1998年（平成10年）4月6日 - 運行開始。開業当初、淡路島内は大磯港高速BTでしか乗車できなかったが、2000年3月18日より一部便を淡路夢舞台前（2000年9月17日までは「淡路花博」）まで延伸。
- 1999年（平成11年）10月1日 - 淡路ICに停車。
- 2001年（平成13年）8月21日 - 東浦バスターミナルに停車。
- 2006年（平成18年）2月16日 - 神戸空港への乗り入れを開始。
- 2007年（平成19年）3月16日 - 運行ルートを変更。神戸空港・淡路ICは廃止（同日以降淡路ICについてはかけはし号で対応）、淡路島側は東浦BTを起終点に変更。
- 2008年（平成20年）12月19日 - 鵜崎に停車。
- 2009年（平成21年）2月1日 - この日の乗車分より、指定席は発車オ〜ライネットでの取扱いを廃止。駅コード廃止。
- 2010年（平成22年）1月22日 - ダイヤ改正。平日の始発以外は全て新神戸駅発着に変更。なお、開業当初は一部便を除いて一部座席が指定席で他の座席が自由席であり、一部便のみ全席自由席だった。みどりの窓口・高速バスネットでの乗車券取り扱いを廃止。100号台が平日のみの運行、200号台が土曜日・休日のみ運行。300号台が高速舞子発着で平日のみ運行（本四海峡バス便のみ運行）。それ以外の号数は毎日運行に変更されている（偶数号は上り、奇数号は下り）。
- 2010年（平成22年）12月9日 - 平日下り2便減便、下り夜間に淡路夢舞台前を通過する便ができる。
- 2012年（平成24年）8月1日 - 本四海峡バスがくにうみライナー東浦線として運行していた便を大磯号に編入、さらに夜間下りに通過していた淡路夢舞台前停留所近くに「国道夢舞台前」停留所（淡路交通路線バスの大磯停留所と同じ場所）を新設し、停車させる（下りのみの設定、上り早朝はこれまで通り淡路夢舞台前は通過する）。
- 2014年（平成26年）4月1日 - 聖隷淡路病院前停車開始（一部便のみ）。
- 2023年（令和5年）4月1日 - 一部便津名港まで延伸。途中停車停留所追加・大磯港停留所変更。
- 2024年（令和6年）4月1日 - 往復乗車券廃止

#### かけはし号・かけはしニジゲンノモリ号・かけはし洲本温泉号・かけはしニジゲンノモリ洲本温泉号
（本四海峡バス・淡路交通・神姫バスと共同運行）
- ■速達タイプ 新神戸駅・三宮BT・高速舞子 - （この間ノンストップ） -洲本IC・宇山・洲本BC
- ■快速タイプ 新神戸駅・三宮BT・高速舞子 - （この間各停） - 津名一宮IC・淡路島中央SIC・宇山・洲本BC
- ■各停タイプ（津名港経由） 新神戸駅・三宮BT・高速舞子 - （この間各停）- 遠田・津名港・志筑・しづかホール前・津名臨海公園・ワールドパークおのころ・洲本BC[注釈 3][注釈 4]
- ■観光アクセスタイプ（かけはしニジゲンノモリ大阪号・かけはしニジゲンノモリ洲本温泉号） （港町BT）・ 大阪駅JR高速バスターミナル・大阪国際空港・高速舞子 - ニジゲンノモリ・本四仁井・北淡IC・津名一宮IC・洲本IC・洲本BC ・（洲本温泉）
- ■観光アクセスタイプ（かけはしニジゲンノモリ神戸号） 神戸空港・新神戸駅・三宮BT・高速舞子 - ニジゲンノモリ・ 本四仁井・北淡IC・津名一宮IC・洲本IC・洲本BC
- ■観光アクセスタイプ（かけはし洲本温泉号） 神戸空港・新神戸駅・三宮BT・高速舞子 - （この間各停） - 遠田・津名港・洲本BC・洲本温泉[注釈 3][注釈 4]
- ■急行タイプ・■各停タイプ（洲本IC経由）は西日本JRバスで運行無し（共同運行会社のみに設定）。朝夕ラッシュ時は上記の停車停留所とは異なる便がある。[45]

概要
明石海峡大橋開通とともに開業。回数乗車券・定期乗車券を使用して乗車出来る区間がある。かけはし号往復乗車券と淡路市生活観光バス路線（あわ神あわ姫バス）の二日乗車券がセットになった「北淡路バス乗り放題きっぷ」が発売されている。
路線沿革
- 1998年（平成10年）4月6日 - 運行開始。大阪・新神戸駅・三宮・高速舞子 - 津名港・洲本港。洲本BCに最寄りのインターチェンジは洲本ICだが、開業から2007年3月15日まで、廃止になった共同汽船の洲本港発着津名港経由のルートを引き継いだため、全便津名港経由で神戸淡路鳴門道への出入りは津名一宮ICであった。全席座席指定制。
- 1999年（平成11年）4月1日 - 洲本港発着から洲本BC発着に変更。
- 2001年（平成13年）3月31日 - ユニバーサル・スタジオ・ジャパン停留所を追加。
- 2004年（平成16年）12月17日 - 東浦IC・本四仁井・北淡IC・遠田の各停留所を追加。
- 2006年（平成18年）2月16日 - 神戸空港停留所を追加。
- 2007年（平成19年）3月16日 - 途中停留所に湊町BT（OCAT）・淡路IC・津名一宮IC・本四中川原・洲本ICを追加し、大阪 - 洲本間の7往復（2007年3月15日までの1～14号）は1号を除き高速舞子への停車に加え、従来からの津名港経由三宮BT通過（1～4・6・801～804号）、津名港経由三宮BT停車（101～104・106号）、洲本IC経由三宮BT停車（501～504号）の3種類に分割された（以下、偶数号は上り、奇数号は下り）。神戸空港が停留所廃止となった。新設の4停留所は大阪発着便のみ停車。
- 2008年（平成20年）12月19日 - 新神戸始発終着についても淡路IC停車となった。
- 2009年（平成21年）2月1日 - この日の乗車分より発車オ〜ライネットでの取扱いを廃止、マルス枠を除く全席を高速バスネット扱いに統一。同時に駅コードも廃止。
- 2009年（平成21年）6月13日 - この日から同年7月26日に土・休日グループ割引が設定される。
- 2010年（平成22年）1月22日 - ユニバーサル・スタジオ・ジャパン・津名一宮IC・本四中川原の各停留所を廃止、大阪発着便が7往復から2往復に減便（2往復とも三宮経由）、全席指定席から前2列8席のみ指定可能で残りは自由席に変更、みどりの窓口での取扱いを廃止するなどの変更が行われた。新神戸駅発着便は前日まで全便津名港経由だったが、同日から洲本IC経由便を平日限定で新設。号数は以下の通りに変更。

- 100号台 新神戸発着津名港経由 平日のみ運行
- 200号台 新神戸発着津名港経由 土・休日のみ運行
- 300号台 新神戸発着洲本IC経由 平日のみ運行 直行便
- 500号台 大阪発着津名港経由・西日本JRバス担当 毎日運行
- その他 新神戸発着津名港経由 毎日運行

- 2011年（平成23年）6月1日 - 大阪駅JR高速BT開設による、500号台運行ダイヤ見直し。
- 2012年（平成24年）8月1日 - 本四海峡バスの単独路線である、くにうみライナー・洲本線として運行していた便をかけはし号に編入、平日、土・休日運行ともに津名港経由と洲本IC経由に分かれ、洲本IC経由では廃止された津名一宮IC・本四中川原が再び追加され（新神戸発着便の停車は初）、さらに本四安乎（下り最終便のみ）・宇山停留所（淡路交通路線バスの同停留所と同じ場所）を設ける。洲本IC経由便は630号が昼過ぎに運行する以外は朝（土・休日の下りは朝運行無し）と夕方以降のみ運行。号数は以下の通りになる。
  - 100号台 新神戸発着洲本IC経由 毎日運行
  - 200号台 新神戸発着津名港経由 土・休日のみ運行
  - 300号台 新神戸発着洲本IC経由 平日のみ運行 直行便
  - 400号台 新神戸発着洲本IC経由 平日のみ運行
  - 600号台 新神戸発着洲本IC経由 土・休日のみ運行
  - 500号台 大阪発着津名港経由 毎日運行
  - その他 新神戸発着津名港経由 毎日運行

- 2015年（平成27年）4月1日：早朝の下り線と夕方以降の上り線を洲本IC経由の直行便に統一。
  - 200号台 新神戸発着津名港経由 土・休日のみ運行
  - 300号台 新神戸発着洲本IC経由 直行便
  - 400号台 新神戸発着洲本IC経由 平日のみ運行 直行便
  - 600号台 新神戸発着洲本IC経由
  - 700号台 新神戸発着洲本IC経由 平日のみ運行
  - 800号台 新神戸発着洲本IC経由 土・休日のみ運行
  - 900号台 大阪発着津名港経由 毎日運行
  - 1000号台 大阪発着洲本IC経由 毎日運行 直行便
  - その他 新神戸発着津名港経由 毎日運行

- 2016年（平成28年）4月1日：土・休日夕方以降の上り線一部便を洲本IC経由の直行便から本四中川原と津名一宮IC〜淡路IC間の本四道路上の各BSに変更。
- 2019年（平成31年）4月15日 - かけはしNARUTO号運行開始によるダイヤ改正（かけはしNARUTO号はNARUTOラッピング車両による運行）。
- 2020年（令和2年）10月1日 - 一部便が洲本温泉各宿泊施設まで延伸
- 2021年（令和3年）7月1日 - 路線名変更（かけはしNARUTO号→かけはしニジゲンノモリ号）
- 2023年（令和5年）4月1日 - 淡路交通・神姫バスを加えて4社で共同運行となる
- 2024年（令和6年）4月1日 - 往復乗車券廃止

### 四国方面
- 阿波エクスプレス京都号
- 高松エクスプレス京都号
- 高松エクスプレス大阪号
- 高松エクスプレス神戸号
- 松山エクスプレス号・京阪神ドリーム松山号
- 高知エクスプレス号・京阪神ドリーム高知号

#### 阿波エクスプレス大阪号
（本四海峡バス、JR四国バスと共同運行）
- ユニバーサル・スタジオ・ジャパン(USJ) - 大阪駅JR高速BT - 湊町BT - 高速舞子 - 高速鳴門 - 松茂 - 徳島駅
  - 大阪市、神戸市と鳴門市、松茂町、徳島市を結ぶ昼行高速バスである。運行回数は1日23往復（西日本JRバス・本四海峡バス各8往復、JR四国バス7往復）。

路線沿革
- 1998年（平成10年）4月6日 - 明石海峡大橋の開通にともない、運行開始。
- 2007年（平成19年）12月20日 - 全便が湊町BT（OCAT）立ち寄りになる。
- 2008年（平成20年）7月1日 - 西日本JRバス、本四海峡バス担当便が徳島マリンピアに乗り入れ。
- 2009年（平成21年）10月1日 - 一部便（2往復）が小松島港まで延長。
- 2010年（平成22年）7月1日 - 小松島港までの運転を廃止。
- 2011年（平成23年）10月1日 - 上り便の全便が高速舞子に停車するようになる（下り便も停車する便が大幅に増える）。また西日本JR担当便の徳島マリンピア乗り入れ廃止（本四海峡バス便も2013年9月30日の運行便をもって乗り入れ廃止）。
- 2021年（令和3年）3月2日 - 一部便が大塚国際美術館・アオアヲナルトリゾート停車開始。大阪 - 大塚国際美術館間の輸送は後述の鳴門・淡路エクスプレス号廃止以来11年振り。

#### 阿波エクスプレス神戸号
（本四海峡バス、JR四国バスと共同運行）
- 神戸空港・新神戸・三宮BT・高速舞子 - 鳴門公園口・高速鳴門・松茂・徳島大学前・徳島駅
  - 神戸市と鳴門市、松茂町、徳島市を結ぶ。全便座席指定制のため、乗車には予約が必要。神戸空港発着のバス路線乗客数のうち、2007、08年度においては当線（徳島線）利用者が半数近くを占めているという[50]。
  - 1日15往復（各社5往復）。

路線沿革
- 2006年（平成18年）2月16日 - 神戸空港開港に伴い、一部便が同停留所まで延長運転を行う。
- 2008年（平成20年）7月1日 - 西日本JRバス、本四海峡バス担当便が徳島マリンピアに乗り入れ。
- 2009年（平成21年）10月1日 - 一部便（2往復）が小松島港まで延長。
- 2010年（平成22年）12月9日 - 徳島大学停留所新設。小松島港までの運転を廃止。
- 2011年（平成23年）10月1日 - 西日本JR担当便の徳島マリンピア乗り入れ廃止（本四海峡バス便も2013年9月30日の運行便をもって乗り入れ廃止）。
- 2013年（平成25年）4月20日 - 土・日・祝日の1往復（JR四国バス担当便）が神戸アンパンマンミュージアム前に停車開始。
- 2015年（平成27年）7月1日 - 神戸アンパンマンミュージアム前停留所を廃止。
- 2018年（平成30年）11月1日 - 神戸空港〜新神戸駅間のみの利用が可能に。
- 2021年（令和3年）3月2日 - 一部便が大塚国際美術館・アオアヲナルトリゾート停車開始。神戸 - 大塚国際美術館間の輸送は後述の鳴門・淡路エクスプレス号廃止以来11年振り。

## 一般路線
1990年代後半以降は一般路線が大幅に縮小され、阪本線 や亀草（三）線・近城線・園篠線・熊野線・奥能登線など全面廃止された路線が数多くあり、現在では、高雄・京北線（京都駅～山城高雄～周山）や若江線（近江今津駅～小浜駅）、名金線（金沢市内および周辺）などが運行されているに過ぎない。2007年3月から久々に奈良市内の路線（平城山線「えきバス」、奈良交通との共同運行）を開設したが、当初から利用低迷が続き、2009年3月13日の運行を最後に路線を廃止した。
2007年3月からは金沢営業所管内（才田線・牧線・名金線の一部）および福知山営業所管内（園福線の一部）でデマンドバス、フリー乗降システムを導入。ただし、デマンドバスに関しては金沢営業所管内は2011年4月7日限り・福知山営業所管内は2012年3月31日限りでそれぞれ終了している。

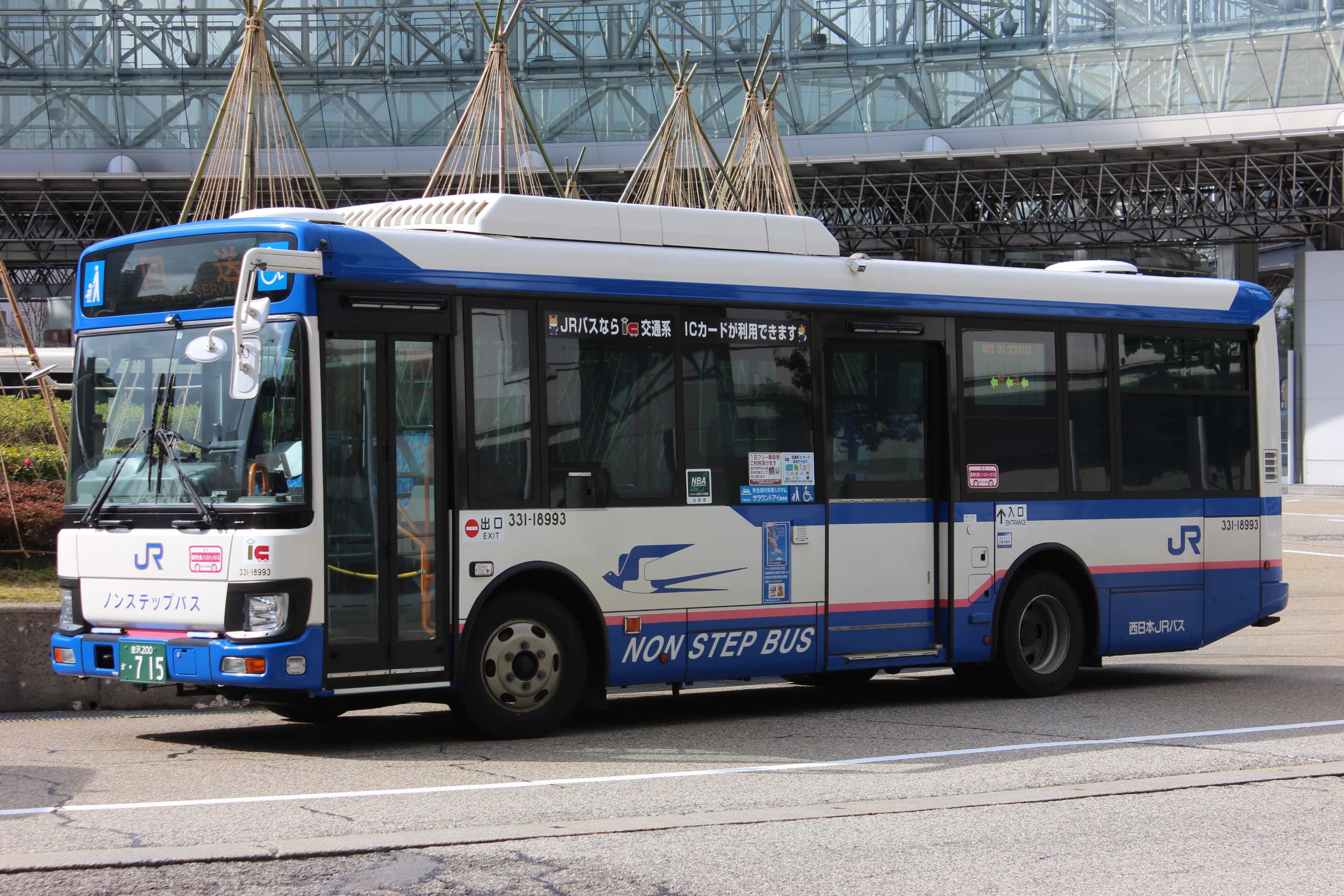
一般路線バス（現行車両）
331-18993

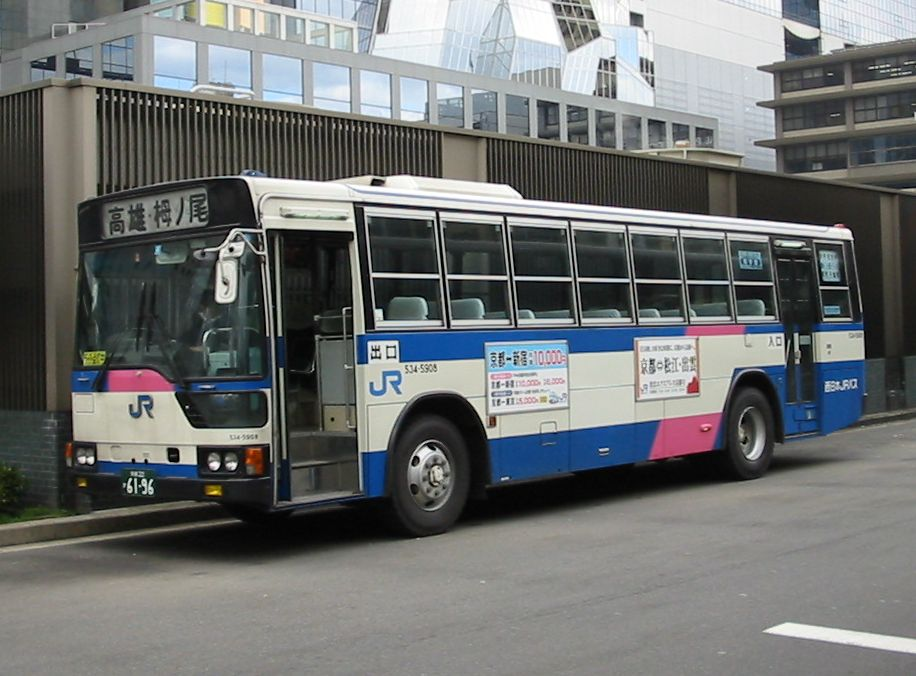
一般路線バス（旧デザイン）
534-5909

<○○ / ○○>は左右いずれかを経由する。{○○}は一部の便のみ経由する。太字は始発・終着あり。

### 金沢営業所
- 名金線：金沢駅（東口） - <リファーレ前（下り） / 六枚町（上り）> - 武蔵ヶ辻・近江町市場 - <尾張町 / 香林坊 - 兼六園下・金沢城> - 橋場町 - 春日町 - 森本駅
- 才田線[51]：金沢駅（東口） - <リファーレ前（下り） / 六枚町（上り）> - 武蔵ヶ辻・近江町市場 - <尾張町 / 香林坊 - 兼六園下・金沢城> - 橋場町 - 春日町 - 森本駅 - 大場 - 加賀八田 - 才田 - 農業総合研究センター
- 東長江線[51]：{城北市民運動公園（金沢プール前） - 地域医療機構金沢病院 - 金沢駅西口 - }金沢駅（東口） - <リファーレ前（下り） / 六枚町（上り）> - 武蔵ヶ辻・近江町市場 - <尾張町 / 香林坊 - 兼六園下・金沢城> - 橋場町 - 春日町 - <大樋町 / {東金沢駅} - 星稜高校> - 高田 - {御所町一丁目 → 御所町二丁目北 → 御所町一丁目} - 夕日寺小学校前 - 山王口 - 東長江
- 循環（ひがし茶屋町ライナー）：金沢駅（東口）→リファーレ前→武蔵ヶ辻・近江町市場→香林坊→兼六園下・金沢城→橋場町→山の上→橋場町→尾張町→武蔵ヶ辻・近江町市場→六枚町→金沢駅（東口）
- 城北運動公園線：金沢駅西口 - {地域医療機構金沢病院} - 城北市民運動公園（金沢プール前）
- 金沢ふらっとバス 長町ルート・材木ルート[52]（委託運行）
  - 1999年2月19日に金沢市がオムニバスタウンに指定されたことを受けコミュニティバスを運行開始した。
  - 2015年3月14日、西日本JRバス金沢エリアの一般路線において「PiTaPa」を導入し、ICOCAをはじめとする「交通系ICカード全国相互利用サービス」にも対応した。なお、エリアが重複している北陸鉄道発行の「ICa」とは共通利用（片利用）できない[53]。
  - 材木ルートは2021年4月1日に北陸鉄道から移管された。

### 近江今津営業所
小浜車庫（旧・小浜支所）
- 若江線：近江今津駅 - 上中駅 - 小浜駅

2015年9月18日、「PiTaPa」を導入し、ICOCAをはじめとする「交通系ICカード全国相互利用サービス」に対応した。なお、滋賀県・福井県の一般バス路線として、「交通系ICカード全国相互利用サービス」は初導入となる(福井県に至っては鉄道も含めて初導入である)。地域間幹線系統として国・福井県・滋賀県の補助を受ける。

### 京都営業所
周山車庫（旧・周山出張所）
- 高雄・京北線：京都駅前 - <四条大宮 / 四条烏丸> - 西ノ京円町 - 北野白梅町 - <立命館大学前 / 一条通> - 御室仁和寺 - 高雄 - 栂ノ尾 - 小野郷 - 周山
  - 一条通経由の一部便は四条烏丸経由。
  - 快速立命ライナー：京都駅前 - 四条大宮 - 千本三条・朱雀立命館前 - 西ノ京円町 - 北野白梅町 - 立命館大学前
  - 快速立命館・快速205 京都駅前-西大路七条ー西大路四条ー立命館大学

京都市営バスと共同運行
2015年10月23日、「PiTaPa」を導入し、ICOCAをはじめとする「交通系ICカード全国相互利用サービス」（ICOCAのほか、Kitaca・Suica・PASMO・TOICA・manaca・SUGOCA・nimoca・はやかけんも利用可能）にも対応した。2020年度には停留所名を他社と共通化し、バス一日券と地下鉄・バス一日券、京都市交通局の市バスフリー定期券を利用可能にするなど、他事業者とのシームレス化を進めている。

## 廃止・撤退及び、廃止を模索のバス路線
一般路線
- 名金線：森本駅 - 不動寺 - 古屋谷 - 川合田温泉 - 福光駅
  - 2019年11月18日から、富山県内のバス事業者（富山地方鉄道、加越能バスなど）とともにスマートフォンなどで位置情報を提供するバスロケーションシステム「とやまロケーションシステム」の運用を開始した[55]。また、これをベースに2020年8月26日からYahoo! JAPANのスマートフォン用アプリ「Yahoo!乗換案内」でも位置情報を提供していた[56][57][58]。いずれも名金線の富山県内の区間に限り提供され石川県内は提供対象外だったため、富山県内の区間を廃止した2022年6月30日をもって終了した。
  - 2022年7月1日：不動寺 - 古屋谷 - 福光駅間を廃止[59]。
  - 2025年4月1日：森本駅 - 不動寺間を廃止予定[60]
- 牧線[注釈 8]：山王口 - 小二又
  - 2022年7月1日：山王口 - 小二又間を廃止し、残存区間は東長江線に改称[59]。
- 中尾線→深谷温泉線[注釈 8]：森本駅 - 堅田町 - <深谷元湯 - 加賀朝日 / 鳴瀬 - 小池> - 中尾
  - 2022年7月1日：不動寺 - 鳴瀬 - 小池 - 中尾間および深谷元湯 - 加賀朝日 - 千谷口間を廃止し、残存区間は深谷温泉線に改称[59]。
  - 2025年4月1日：廃止[60]。
- 医王山線：金沢駅 - 橋場町 - 森本駅 - 不動寺 - 古屋谷 - 加賀二俣 - 田の島
  - 2022年7月1日：廃止[59]。
- 奥能登線：穴水駅 - 宇出津駅 - 珠洲駅 - 木ノ浦
- 太美山線：福光駅 - 西太美 - 太美山 - 越中吉見 - 立野脇
- 若江線[注釈 9]：小浜駅 - 小浜新港、小浜駅 - 湯岡橋 - 上中 - 大鳥羽駅前 - 田烏（たがらす）
- 名田庄線：小浜駅 - 湯岡橋 - 須縄 - 上中井 - 谷口 - 名田庄中学前 - 井上（いがみ） - 納田終（のたおい）、小浜駅（ - 湯岡 - 谷田部 - 上中井） - 湯岡橋 - 須縄 - 上中井 - 谷口 - 中名田小学校前 - 小屋
- 池河内線：小浜駅 - 湯岡橋 - 東市場 - 池河内（いけのこうち）
- 西津線：小浜駅 - 西津公民館前 - 甲ヶ崎口転向場 - 内外海学校前（ - 泊口 ） - 矢代
- 琵琶湖線・柳ヶ瀬線：近江今津駅 - 木ノ本駅 - 中ノ郷 - 柳ヶ瀬 - （ 杉箸 - ）刀根 - 疋田 - 鳩原 - 敦賀駅
- 杉津線：敦賀駅 - 気比中前 - 獺河内（うそごうち） - 新保
- 杉野線：木ノ本駅 - 杉本 - 金居原
- 亀草線：草津駅 - 三雲駅 - 水口新町 - 新水口 - 岩上遊園地 - 近江山内 - 鈴鹿峠 - 伊勢坂下 - 関 - 朝明山 - 亀山駅、三雲駅 - 水口新町 - 新水口 - 岩上遊園地 - 近江山内 - 大河原
- 八幡線：近江八幡駅・近江八幡南口 - 名神竜王口 - 山之上 - 竜王ダイハツ前 - 近江下田 - にごり池 - 東陶前 - 三雲駅
- 近城線：奈良駅 - 木津駅 - 加茂駅 - 近城岡崎 - 清水橋 - 石倉橋 - 信楽駅 - 紫香楽宮跡前 - 貴生川駅 - 水口新町、加茂駅 - 近城岡崎 - 清水橋 - 小杉、石山駅 - 南郷洗堰 - 石倉橋 - 信楽駅
- 当尾線：加茂駅 - 南加茂台1丁目 - 西畑口 - 岩船寺前 - 浄瑠璃寺前 - 西小（にしお） - 南加茂台1丁目 - 加茂駅
- 京鶴線[注釈 10]：周山 - 下中 - 丹波上川 - 安掛（あがけ） -（ 宮脇 - ） 静原 - 鶴ヶ岡 - 丹波福居、周山 - 下中 - ゼミナールハウス - 鳥谷、京都駅 - 栂ノ尾 - 杉阪口 - 杉阪
- 園福線：園部駅 - {丹波公園センター}  -  市ノ谷  -福知山駅
  - 2015年12月11日 - 「PiTaPa」を導入し、ICOCAをはじめとする「交通系ICカード全国相互利用サービス」（ICOCAのほか、Kitaca・Suica・PASMO・TOICA・manaca・SUGOCA・nimoca・はやかけんも利用可能）にも対応した[18]。
  - 1965年 - 園福本線「鹿子の木」（かごのき）を「丹波池田」（たんばいけだ）に改称（5月10日公示第260号）
  - 福知山駅の東方（京都府福知山市駅前町468. 北緯35.295520, 東経135.121842）には待機場がおかれている。
  - 西日本ジェイアールバスは2022年12月22日付で「路線維持に最大限努めてきたが、利用者数の低迷が変わらないこと・運転士確保も厳しい状況の為、京都府生活交通対策地域協議会に対して、このまま園福線の運行を維持することは困難であることを申し出た」旨を公式サイトで発表した[61]。12月27日、西日本JRバスと京都府・沿線自治体は今後についての協議会を開いている[62]。2024年3月31日をもって西日本ジェイアールバスが撤退し、翌4月1日からは、京都交通と中京交通が路線を分割し、運行を担当。運行を担当していた、京丹波営業所も路線撤退とともに廃止。
- 山国線：周山 - 山国 - 井戸（ - 小塩 ） - 上黒田 - 灰屋
- 平城山線（青山住宅系統、左京朱雀循環系統）
- 園篠線：篠山口駅 - 本篠山 - 城東日置 - 福住 - 瑠璃渓口 - 園部駅
- 五新線：新宮駅 - 請川 - 熊野本宮 - 本宮大社前 - 七色 - 十津川温泉 - 折立
- 熊野線：紀伊田辺駅 - 鮎川新橋 - 栗栖川 - 湯の峰温泉 - 熊野本宮
- 阪本線：五条駅 - 城戸

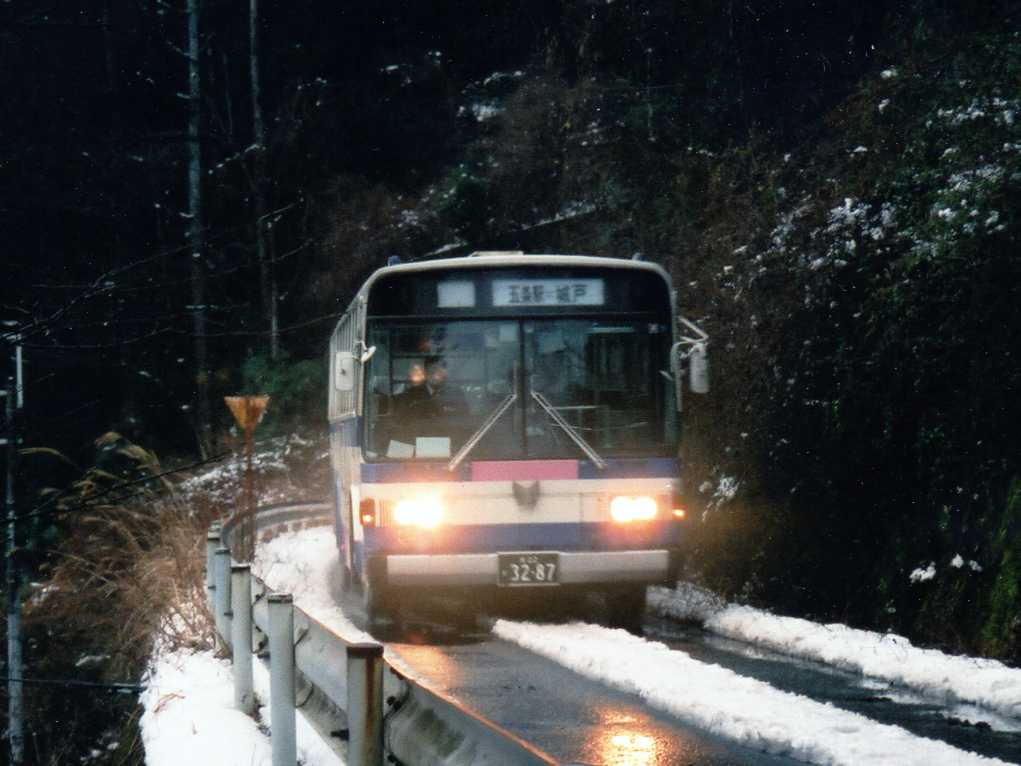
阪本線 534-3471
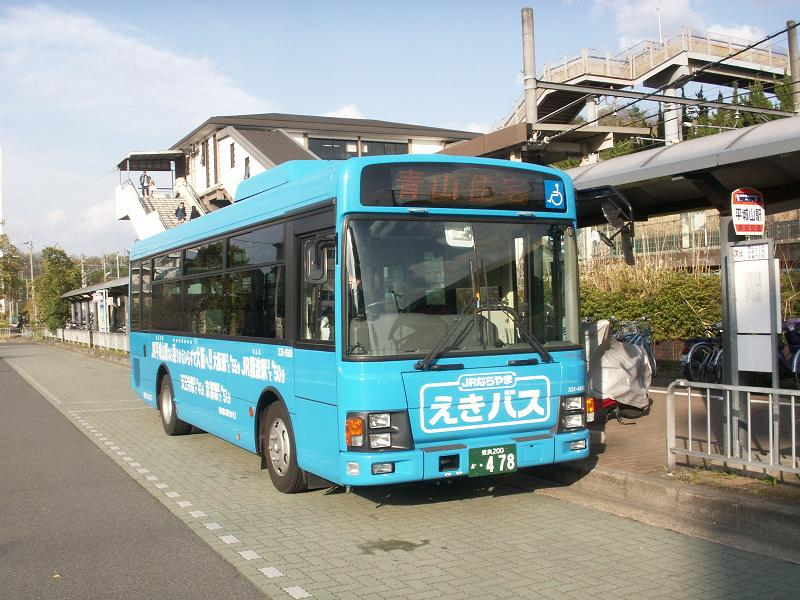
平城山線 331-4901
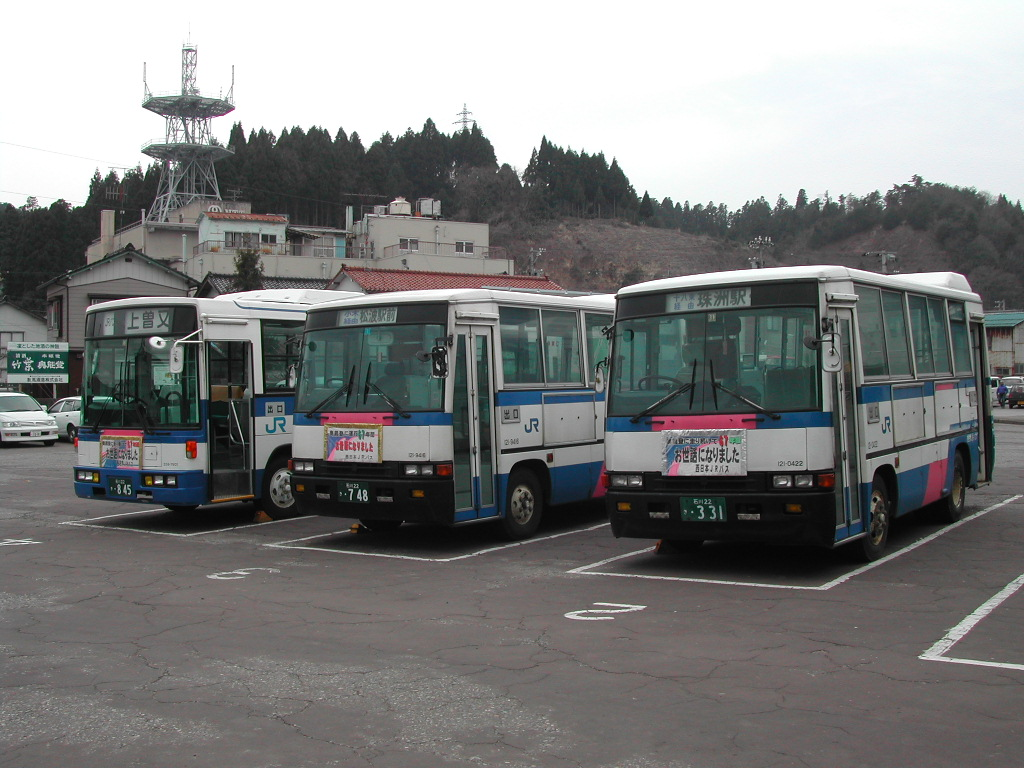
奥能登線最終日
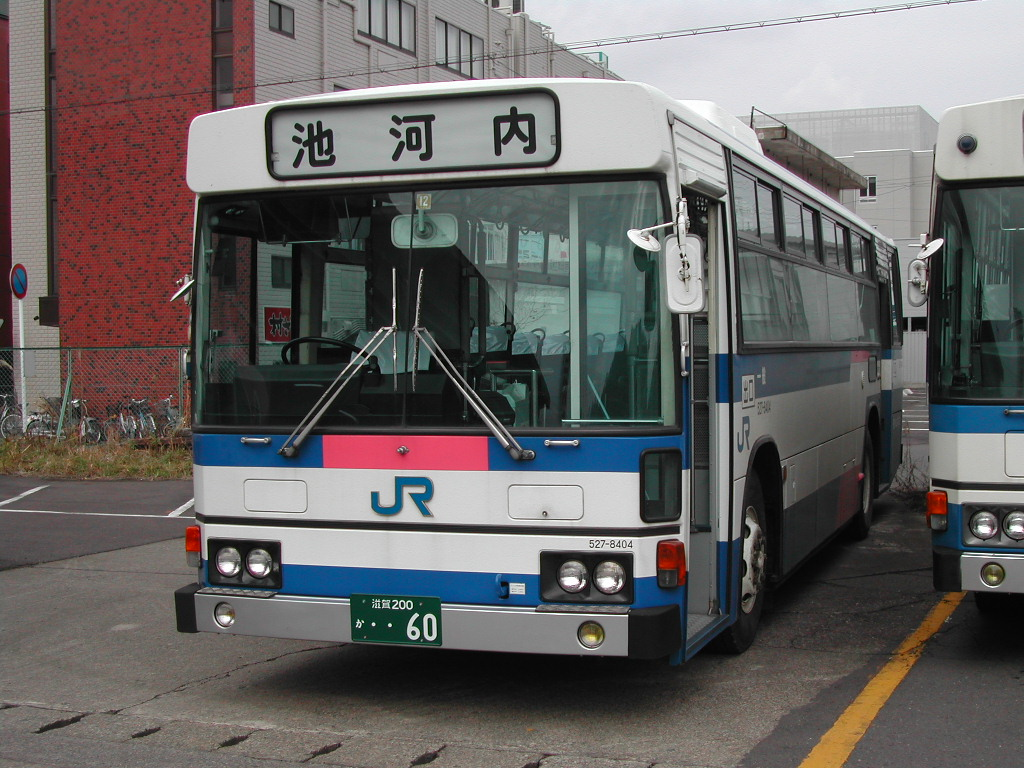
池河内線 527-8404
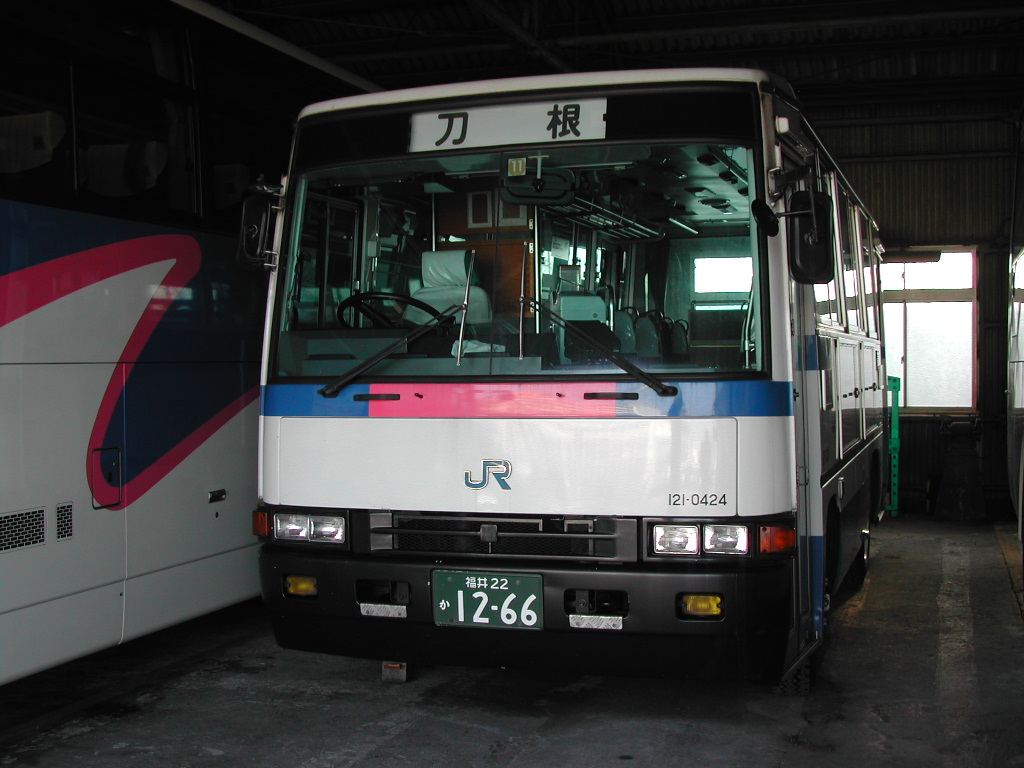
琵琶湖線 121-0424
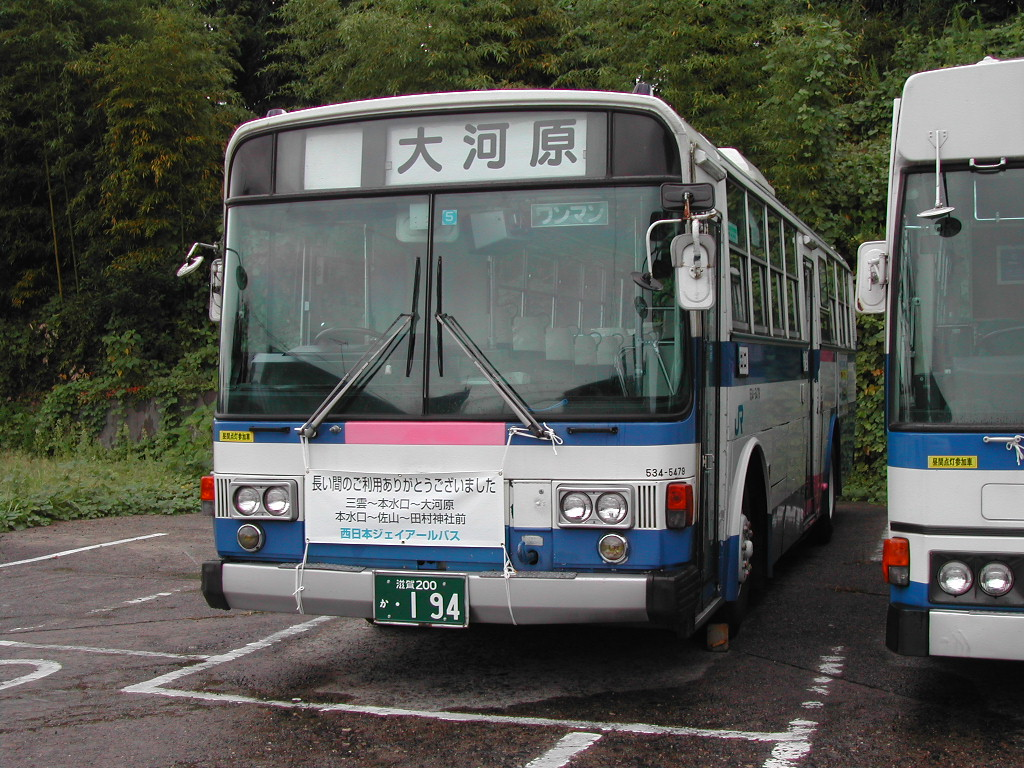
亀草線 534-5479
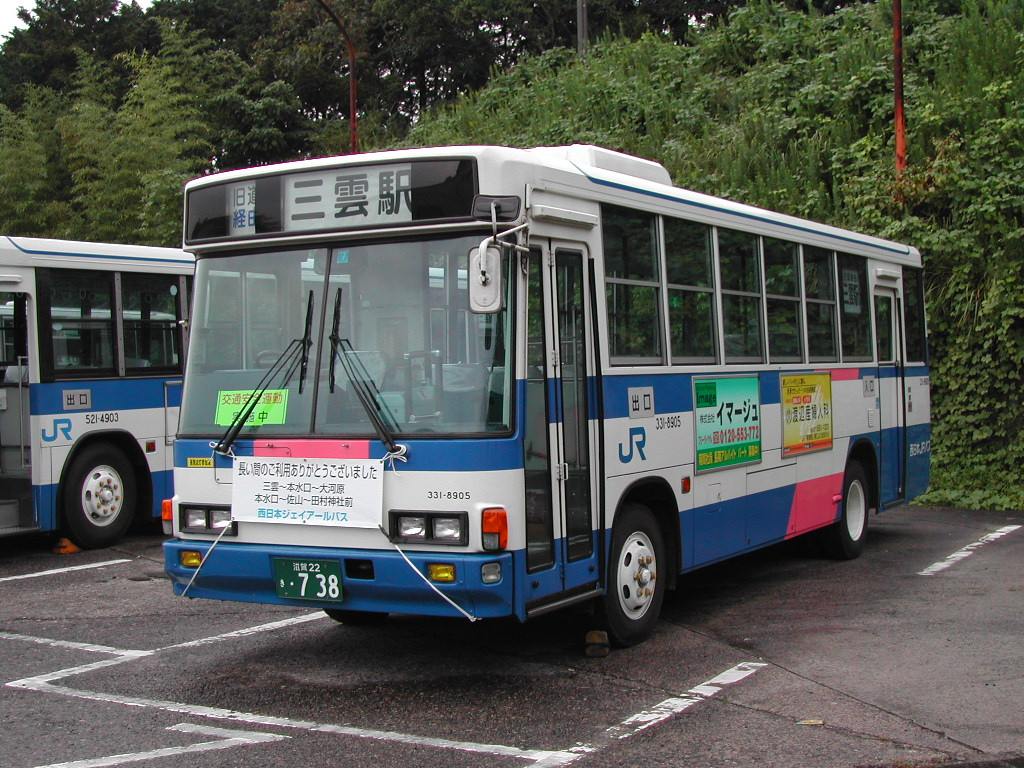
八幡線 331-8905
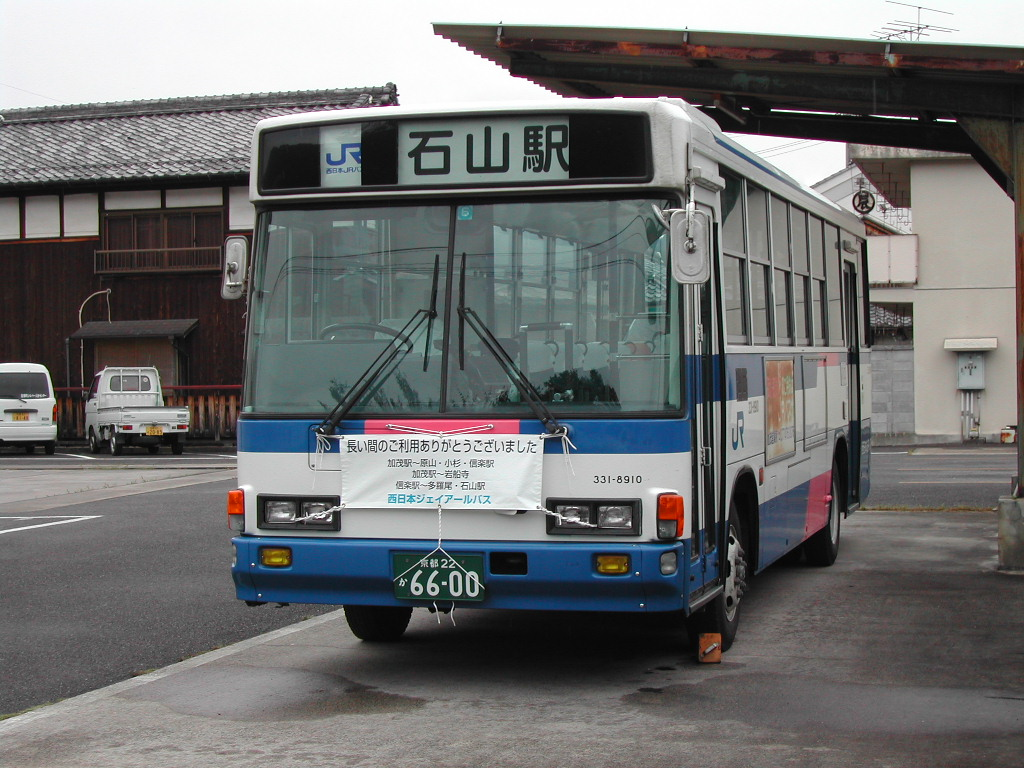
近城線 331-8910
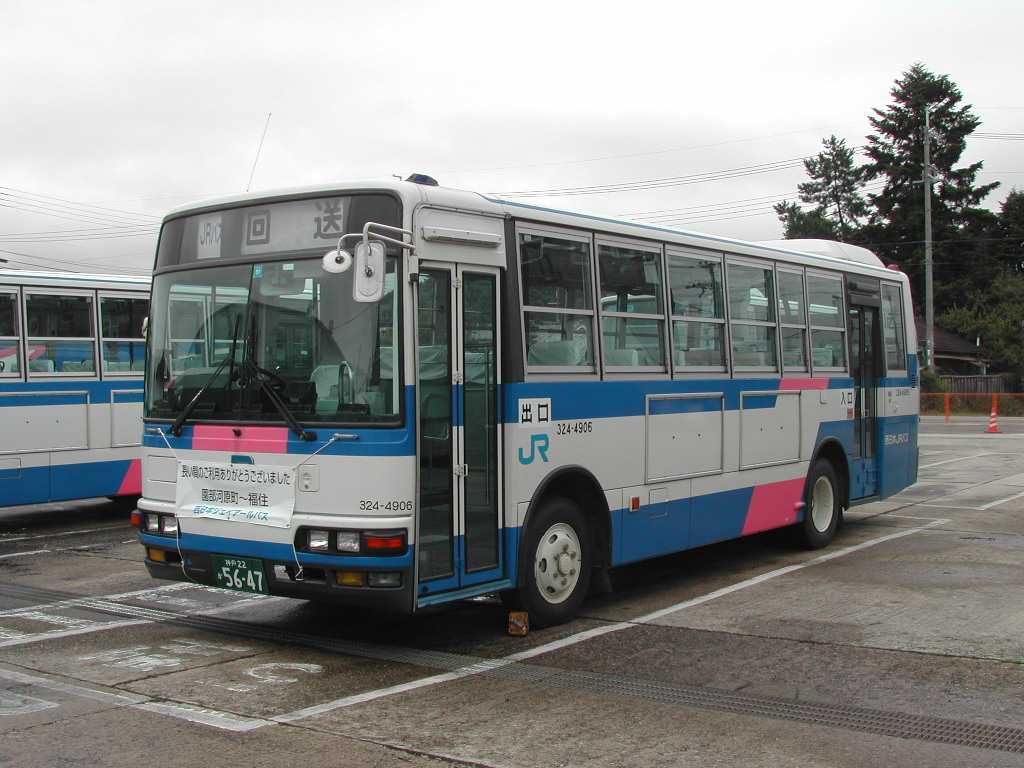
園篠線 324-4906

高速バス等
- 吉備エクスプレス大阪号
- 神戸三田プレミアム・アウトレット京都号 : 2019年3月31日の運行をもって廃止。
- USJ直通バス（尼崎線、奈良線）
- びわ湖浜大津駅・大津駅・京都深草 - 大阪（伊丹）空港
- 新大阪駅 - 京阪守口市駅（新幹線シャトル守口号） ※2001年3月20日～同年9月30日の運行
- 大阪駅 - 落合インターチェンジ、大阪駅 - 津山駅 - 井ノ口 - 津山車庫
- 大阪駅 - 福知山駅
- 新神戸・三宮 - 高知駅（高知エクスプレス神戸号） ※2005年3月25日のダイヤ改正で高知エクスプレス（大阪）に統合
- 堺駅- 筑前前原駅（サザンクロス博多号）
- 堺駅 - 松山駅（どっきん松山号）
- ドリームなんば・堺号 ※2008年7月1日から南海バスの単独運行となる
- 広島昼特急京都号、広島ドリーム京都号
- 京都駅・大阪駅 - 新宮駅（ルナメール号）
- 大阪駅桜橋口・桃山台駅・京都深草 - 浜松北・静岡IC・静岡駅（京阪神昼特急静岡号）※2011年10月1日よりJR東海バス単独運行で復活。西日本JRバスは大阪側の予約・発券・運行支援業務のみ。
- 深夜特急バス
  - JR大阪駅 → 宝塚インター → 神戸電鉄岡場駅 → JR三ノ宮駅 → JR大阪駅
  - JR大阪駅 → JR三ノ宮駅 → 神戸電鉄岡場駅 → 宝塚インター → JR大阪駅
  - JR大阪駅 - 南海堺駅 - 南海堺東駅 - JR堺市駅
  - JR大阪駅 - 名神高槻 - JR京都駅
    - 2003年12月1日の25時30分（翌12月2日の1時30分）のJR大阪駅発便より運行を開始した[63]。
    - 大阪 - 宝塚IC - 岡場 - 三ノ宮 - 大阪系統は循環路線であった。
    - 月曜日 - 金曜日の平日25:30発 JR大阪駅より運行。祝日および4月29日 - 5月5日、8月13日 - 8月16日、12月29日 - 1月5日の間は運休した[注釈 11]。
    - 運賃は全区間で2000円であったが、宝塚IC - 神戸電鉄岡場駅間、南海堺駅 - 南海堺東駅 - JR堺市駅間は駅間相互の利用はできなかった。
    - 運行休止日は2004年6月6日[7]。2004年6月5日の深夜便が最終運行[64]。
- 伊吹山号（季節運行）
- 白浜エクスプレス神戸号

新神戸駅・三宮バスターミナル（兵庫県神戸市中央区）と田辺駅前・アドベンチャーワールド（和歌山県西牟婁郡白浜町）との間を結んでいた昼行高速バス。明光バスと共同運行。先行して運行を開始した白浜・大阪間の高速バスが好調であり、利用者側からの要望もあったことから、この路線が設定された が、2009年9月30日の運行をもって廃止。
- 阿南エクスプレス号：2009年10月1日よりJR四国バス単独運行、2010年6月30日の運行をもって廃止。
- 鳴門・淡路エクスプレス号：2010年1月21日の運行をもって廃止。
  - 大阪・なんば・新神戸・三宮・高速舞子 - 淡路島内神戸淡路鳴門自動車道上各BS（本四安乎・志知を除く）・陸の港西淡・福良（うずしおドーム前）・鳴門駅・大塚国際美術館・鳴門観光汽船前
  - ETC大幅割引の影響もあり、2010年1月21日の運行をもって廃止された。運行期間は5年1ヶ月余りで京阪神 - 徳島間を結ぶ高速バスでは初の廃止路線となった[66][67][68]。運行回数は本四海峡バス、西日本JRバス5往復づつ。
  - 路線沿革
    - 2004年12月17日 - 「鳴門・淡路エクスプレス大阪号」運行開始[69]。
    - 2005年7月15日 - 「鳴門・淡路エクスプレス神戸号」運行開始。
    - 2007年3月16日 - 「鳴門・淡路エクスプレス号」として運行開始。
    - 2010年1月21日 - この日の運行をもって廃止。大塚国際美術館は2021年3月2日より、前述の阿波エクスプレス大阪号・神戸号の一部便停車で対応。
- ユニバーサルシティ駅・USJ - 大阪国際空港：2010年6月30日限りで撤退。
- 山陽道昼特急博多号：2011年3月31日の運行をもって休止。
- 観音寺エクスプレス大阪号：2011年5月31日をもって撤退。ジェイアール四国バスの単独運行となり、神戸線と統合された。
- 観音寺エクスプレス神戸号
- ユニバーサルシティ駅・USJ - 関西国際空港：2011年9月30日限りで撤退。
- 神戸 - 津山線：2013年7月13日に運行開始したが、2015年3月31日限りで運行休止。
  - 新神戸駅・神戸三田プレミアム・アウトレット（土休日のみ経由） - 吉川インター - （中国道各バス停に停車） - 津山駅
  - 新神戸駅 - 神戸三田プレミアム・アウトレット間および吉川インター - 津山駅間のみの利用はできなかった。
- 京都びわこドリーム号：2019年11月11日運行便より「ドリームさいたま号」と路線統合され廃止。
- ドリームさいたま号：2020年11月30日出発便をもって運行休止[70]。（新型コロナウイルス感染拡大の影響により、同年4月11日から運休していたため[71]、同年4月10日が事実上の最終運行日となった[72][73]。）
- 浜松エクスプレス大阪号：2020年11月30日の運行をもって休止し撤退[70]。遠州鉄道の単独運行となる[74]。
- 有馬エクスプレス京都号：2020年11月30日の運行をもって休止[70]。
- 神戸 - USJ線 ：2020年11月30日の運行をもって休止[70]。
  - 三宮BT - ユニバーサル・スタジオ・ジャパン
- 津山エクスプレス京都号：2020年11月30日の運行をもって休止[70]。
  - 津山駅ー京都駅烏丸口
- 〜海の京都〜舞鶴赤れんがエクスプレス号：2020年12月1日から京都交通の単独運行となる[70]。
- 鳥取エクスプレス京都号：2020年12月1日から日本交通の単独運行となる[70]。
  - 京都駅ー鳥取駅
- 米子エクスプレス京都号：2020年12月1日から京阪バスと日本交通の共同運行となる[70]。
  - 京都駅ー米子駅・米子営業所
- 出雲エクスプレス京都号・出雲縁結びドリーム京都号　出雲縁結びドリーム京都号は2020年11月30日の出発便をもって運行休止。出雲エクスプレス京都号は同年12月1日から中国ジェイアールバスの単独運行となる[70]。
- 金沢エクスプレス号・ドリーム金沢号：2020年11月30日の運行をもって休止[75]。
  - 金沢駅 - 練馬駅・池袋駅・バスタ新宿
- グランドリーム金沢号・青春ドリーム金沢号：2023年3月31日の運行をもって休止[76]。
  - 金沢工業大学前・金沢駅・富山駅 - 東京駅・東京ディズニーランド
- 北陸ドリーム四国号：2023年11月30日の運行をもって廃止[36]。（新型コロナウイルス感染拡大の影響により、2020年4月20日から運休していたため[36]、同年4月19日の出発便が事実上の最終運行となった[36]。よって運行していた時期は2019年6月21日から2020年4月19日までの約10か月間のみであった[77]。）
  - 富山駅・金沢駅・福井駅 - 徳島駅・高松・高知駅
- ナガシマリゾートライナー：2024年3月31日の運行をもって廃止[78]。共同運行の三重交通は同日の運行をもって路線休止[79]。
  - 大阪駅JR高速BT - 生桑車庫・近鉄四日市・長島温泉

## 定期観光バス
- 越前めぐりバス
- 3つ星街道バス
- 2階建てオープントップバスでめぐる大阪周遊観光バス　～Osaka Dream Tour～ 「なにワンダー」

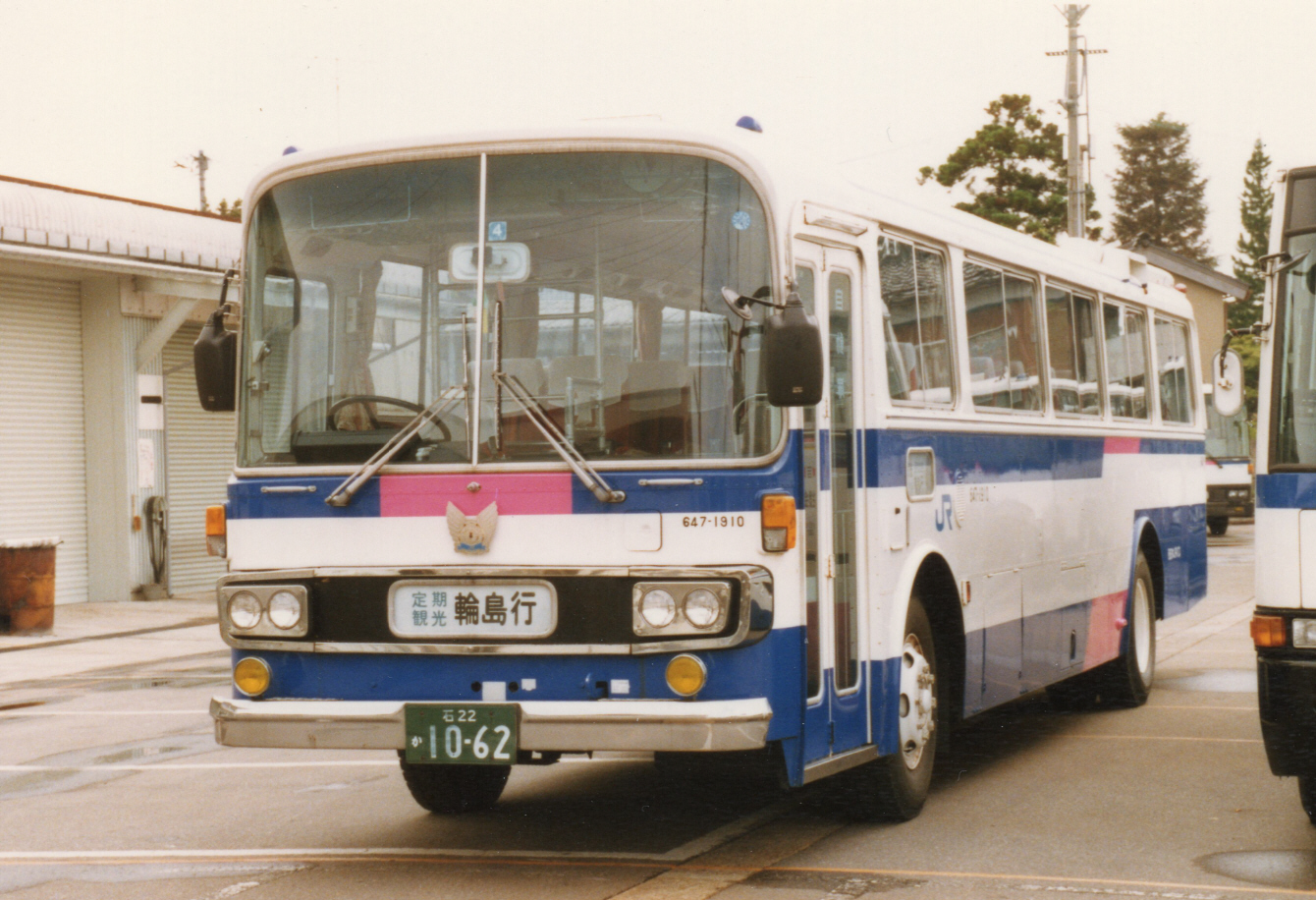
奥能登定期観光バス（廃止）

自社運行ではないが、近鉄バスの大阪定期観光バス『OSAKA SKY VISTA』は大阪駅JR高速BTを発着地としており、西日本JRバスが予約・発券業務を行っている（高速バスネットにも収容）。

## 貸切
営業エリアは大阪府、京都府、石川県であり、貸切車数は16両（平成29年3月現在）である。営業窓口は金沢営業所、京都営業所、大阪高速管理所、大阪北営業所となっている。
公益社団法人日本バス協会の「貸切バス事業者安全性評価認定制度」において、2015年9月15日に最高ランクの｢三ツ星｣に認定されている。
ダブルデッカー車やグランドリーム仕様車の貸切も対応している。
2018年には「なにわのカリスマ添乗員」として有名な平田進也（日本旅行）を貸切営業部長として招聘、新ブランド「めぐりしあ」を立ち上げた。
子会社の西日本JRバスサービスでも貸切バス事業を行っている。

## 車両
国鉄バス時代は、近畿地方自動車部エリアは三菱・いすゞ、中部地方自動車部エリアは日野・日産ディーゼル（当時、現「UDトラックス」）車が多く、このため民営化後の車両導入も三菱・いすゞ車が多い。エアロキングの生産終了以降はふそう車の導入が途絶え、暫くはいすゞ車で統一されていたが、2018年のエアロエース導入を機に現在は導入が再開されている。
1993年には「ドリーム号」用として、日本で初めてヨンケーレ車を導入したのをきっかけに日産ディーゼル車の導入が続き、ヨンケーレ・モナコは製造終了まで継続的に導入した。1997年には日産ディーゼル・フィリピンのユーロツアーも導入している。また、ドリーム号向けには初の日本国外メーカー製の車両としてボルボ・アステローペも導入している。2006年からはJRバス関東からのリースにより、ネオプラン・メガライナーを「青春メガドリーム号」専用車として導入している（同型車の火災事故の影響で2009年3月に廃車）。2019年（令和元年）からは、久しぶりの輸入車として、スカニア・J-InterCityDDが導入された。
一般路線車では新車導入だけでなく、中古車の導入も行われていた（ただし、現在は路線削減等により全車引退している）。
JRバスの中で唯一、国鉄バス時代からのトレードマークであるツバメを消した会社であった（同じJR西日本グループに所属する中国ジェイアールバスではそのまま継承した）が、高速バスについては2004年3月よりシンボルマークとして復活させている（同時に、ダブルデッカーについては一部デザインも変更されている）。ただし、国鉄バス末期のものをそのまま踏襲したJRバス他社とは異なるオリジナルデザインである（色も黒ではなく青色のいわゆる「ブルーツバメ」。国鉄デザインを採用しているジェイアールバス関東から移籍したエアロキングもオリジナルデザインのものに貼り替え）。なお発足当初、動輪に翼を組み合わせたマークが車両正面に取り付けられていたことがある（阪本線の画像を参照）が、後年青いJRマークに変更されている（ただし、制帽のマーク については現在も動輪&翼のマークを継承している）。
当初は全ての車種で同一の塗装パターンとなっていたが、現在では貸切・高速車は新デザインへの移行が進んでおり、ほとんどの塗装パターンにおいて、国鉄バスのブルーに加えてウエンズ（JR西日本の旅行商品名）ピンクと呼ばれるピンクがシンボルカラーとして用いられている。一時期、ダブルデッカーには専用デザインを採用したが、これは天球儀をイメージしたデザインに、ウエンズピンクのチューブ状文字で「Dream Liner」と表記するという、かなり派手なものであった。これ以後も、プレミアムドリーム号・青春メガドリーム号専用車ではロゴが大きく入っている。
2014年のグランドリーム号の運行開始以降は他路線で使用されている通常の3列シート車両についてもグランドリーム車両で代替される傾向にある。
一般路線車では2015年導入の車両から「ブルーツバメ」を入れた新デザインが採用されている。
高速車には「JRハイウェイバス」の文字が入っているが、その「JRハイウェイバス」は西日本ジェイアールバスの登録商標（第3062137号）である。

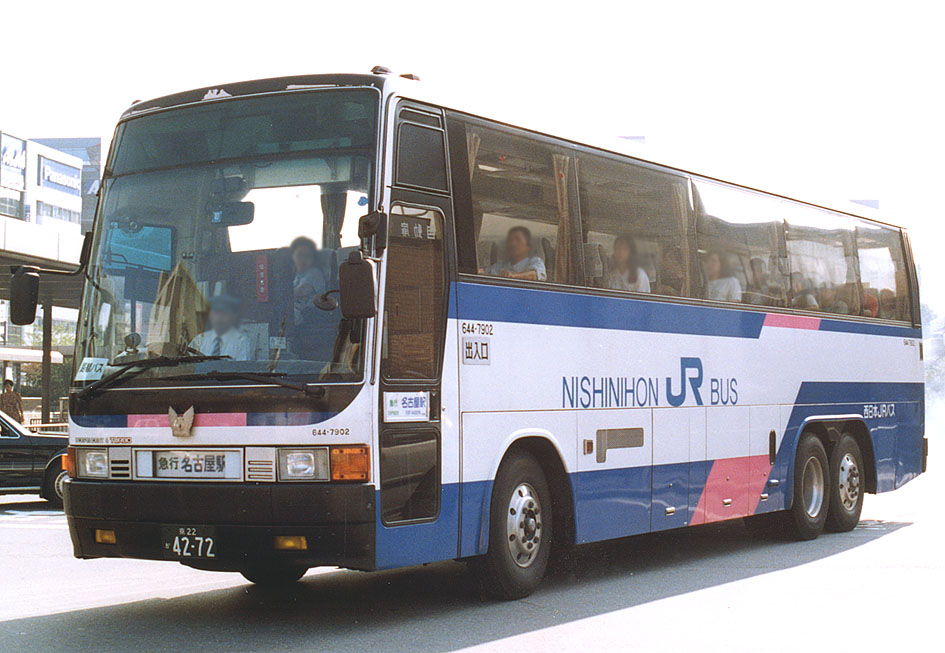
つばめマークを消した高速車の例（三菱・エアロクィーンW） 644-7902
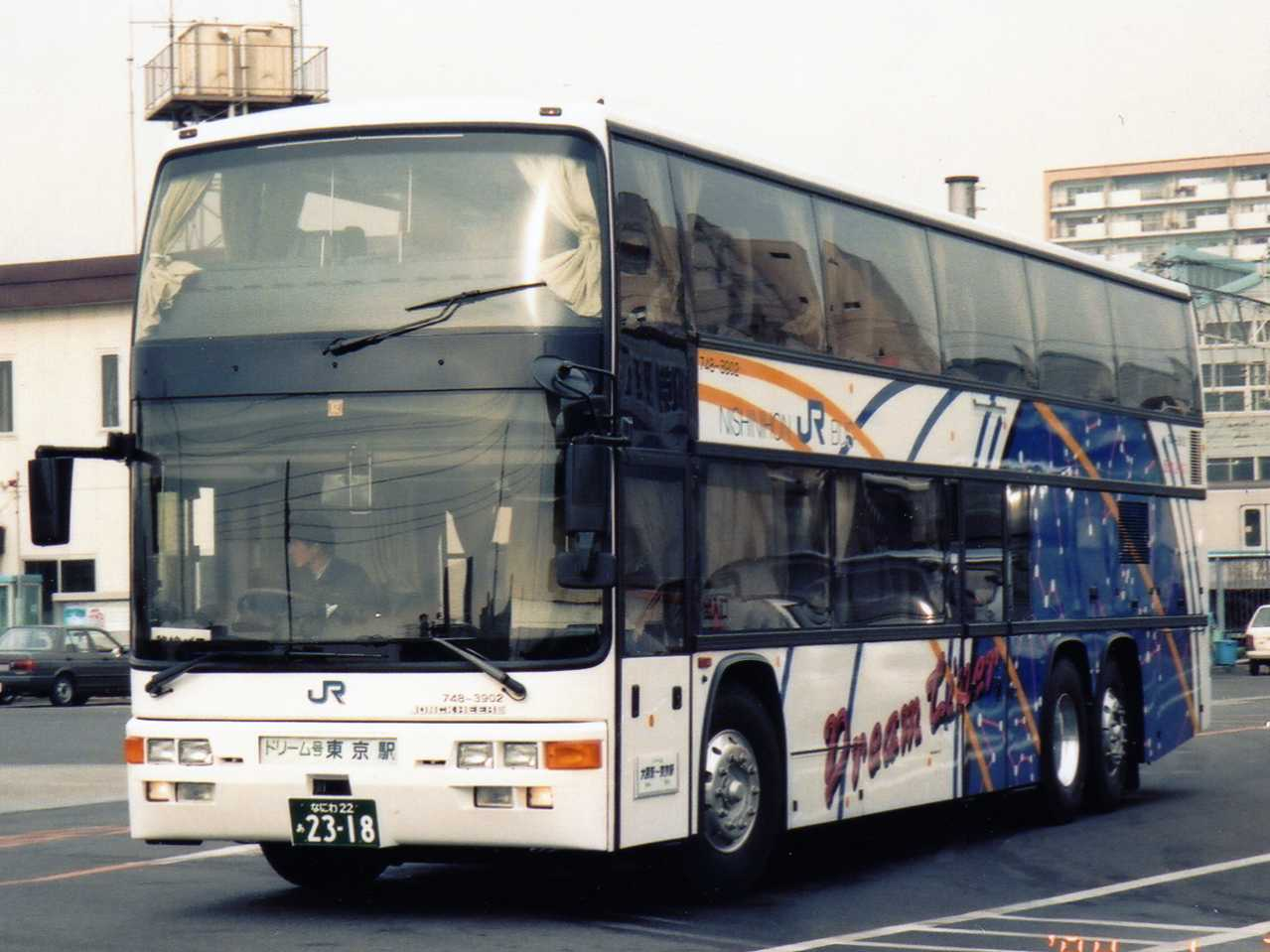
初期のダブルデッカーのデザイン（日本で初めて導入されたヨンケーレ・モナコ）748-3902
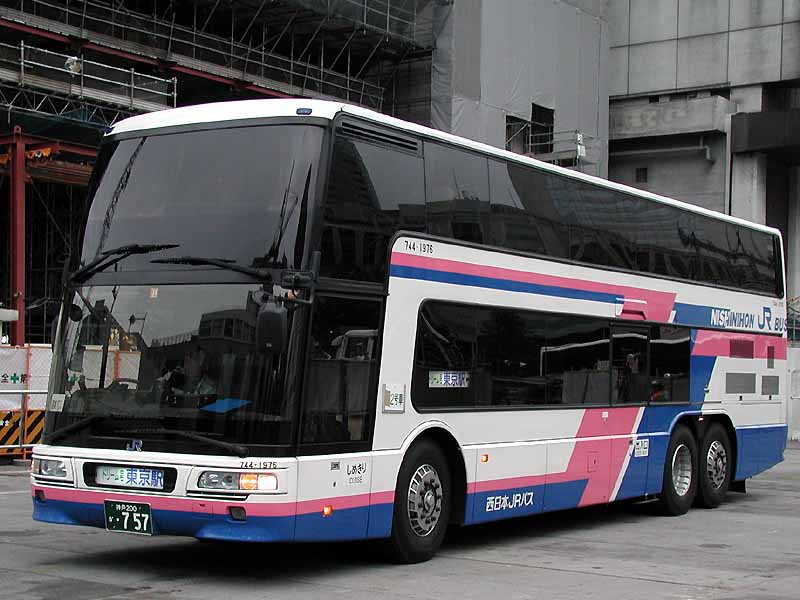
つばめマークを復活させる直前の一時期に採用されたダブルデッカーのデザイン 744-1975
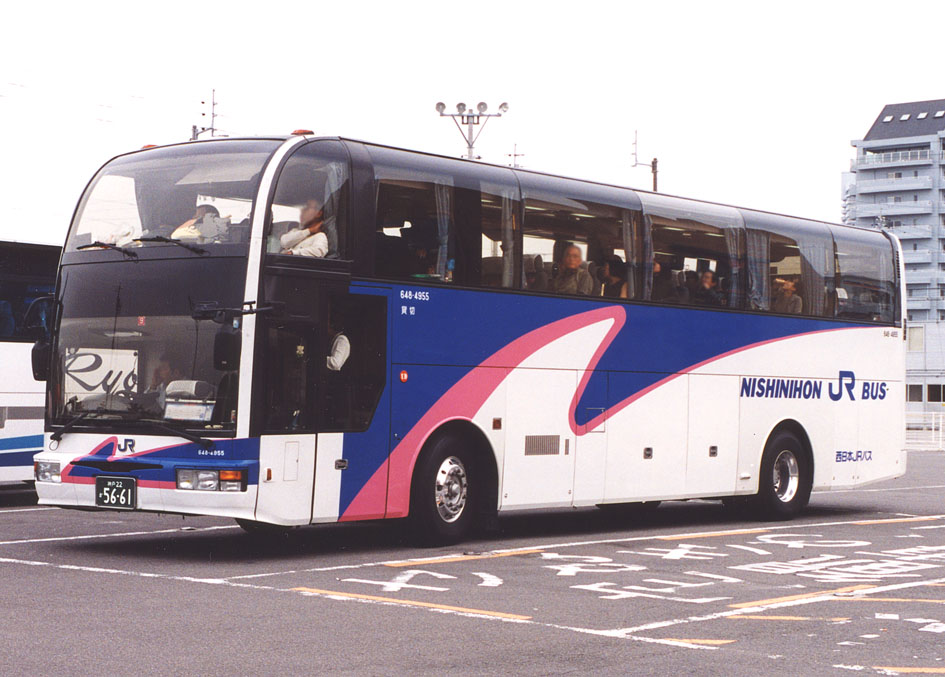
1990年代以降の貸切車の塗装パターン（日産ディーゼル・スペースウイング） 648-4955
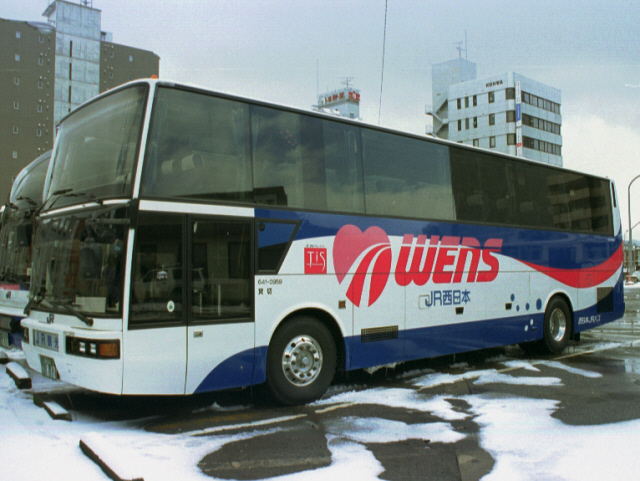
過去の車両　641-0956
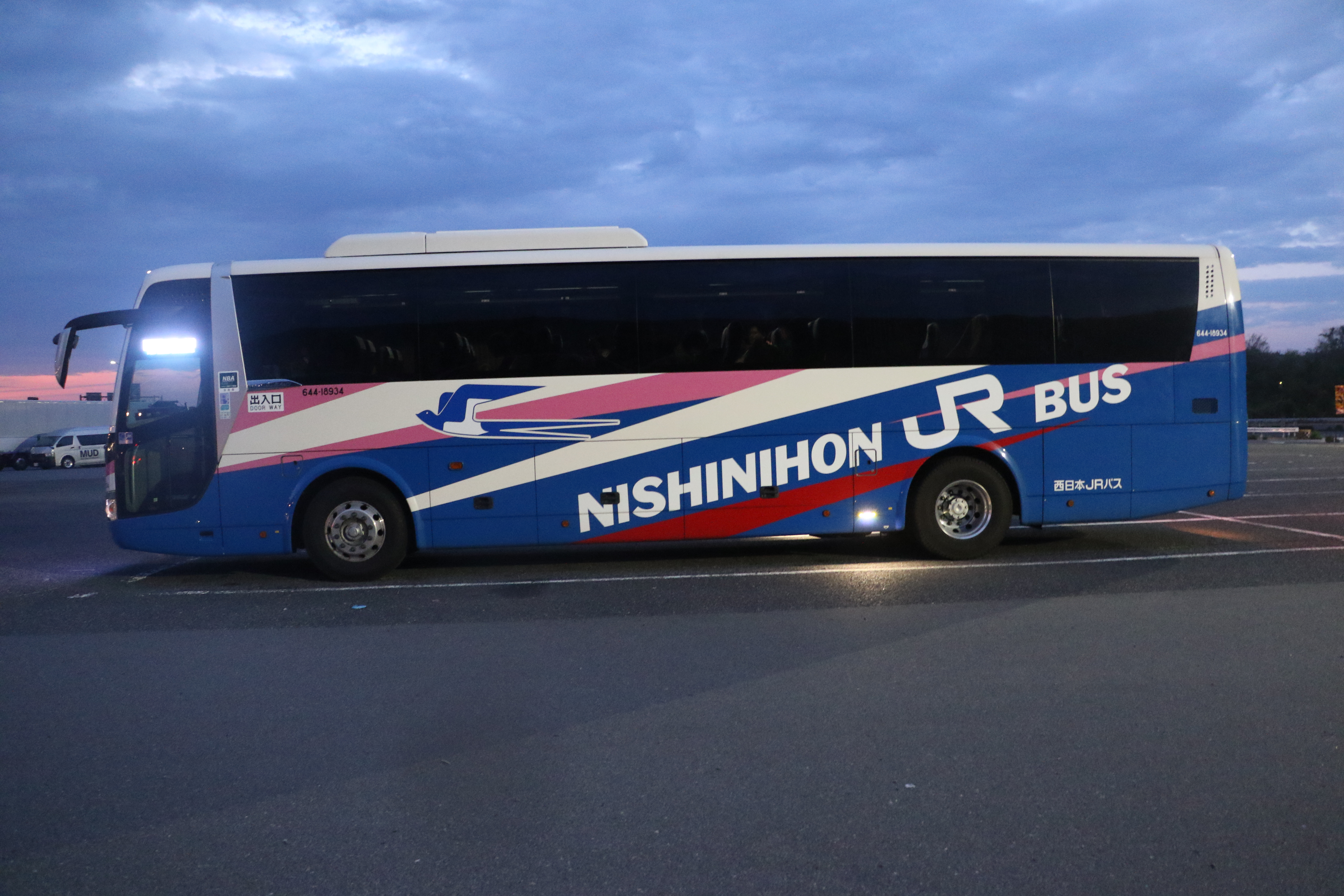
新塗装のエアロエース高速車　644-18934

### 車両称号
一部を除き、基本的には国鉄バスの車両称号をそのまま使用している。ボルボ・ネオプラン等の輸入車に付いては、未使用だった「9」を使用している。
2022年11月時点での付番法則は以下の通り。
| 7    | 4    | 9        | - | 20   | 9    | 36       |
| ---- | ---- | -------- | - | ---- | ---- | -------- |
| 車種 | 形状 | メーカー |   | 年式 | 装備 | 固有番号 |

- 車種
  - 1…車体幅2300mm以下かつ全長7000mm未満（マイクロバス）
  - 2…車体幅2300mm以下かつ全長7000mm以上8400mm未満（中型バス）
  - 3…車体幅2300mm以下かつ全長8400mm以上9000mm未満（中型バス）
  - 4…車体幅2300mm超かつ全長9000mm以上10000mm未満（大型ショート系）
  - 5…全長10000mm以上（大型バス）
  - 6…観光・高速
  - 7…高速（ダブルデッカー）
- 形状
  - 1…横向き座席
  - 2…混合（半分以上が前向き）
  - 3…前向き座席
  - 4…リクライニングシート
- メーカー
  - 1…いすゞ
  - 4…三菱ふそう
  - 7…日野
  - 8…日産ディーゼル（当時、現「UDトラックス」）
  - 9…輸入車
- 年式
  - 長らく西暦の下1桁を表記していたが、2015年度導入分から関東・東海などと同様に下2桁を表記するようになった。なお、既存車両の改番はなされていない。
- 装備
  - 4…冷房・板ばね
  - 9…冷房・空気ばね
- 固有番号
  - 前5桁ごとの連番
  - 01～49と71～99は主に路線車・51～69は貸切車

上記の法則により、「749-20936」は、「高速路線向け、リクライニングシート装備車両でスカニア製、2020年式で冷房付き、エアサス車」における36号車ということになる。

## マスコットキャラクター
- にしばくん。
  - 2018年3月1日の会社発足30周年を記念して公式マスコットキャラクター「にしばくん。」がデビューした。両耳と鼻にある3つのハートがある可愛らしい柴犬のキャラクター。グッズなども発売されている。

## 関連会社
- 西日本旅客鉄道
- 西日本ジェイアールバスサービス
- JRバス中国